# Storia del Calcio Foggia 1920
(Pino Autunno)
Di seguito viene trattata la storia del Calcio Foggia 1920 fino ai nostri giorni.

## Le origini

### Prima della prima guerra mondiale

#### La Daunia

La Daunia nel 1909

Storicamente, la prima formazione di cui si ha notizie nella provincia di Foggia è la Daunia, fondata nel 1909; la casacca ufficiale era a strisce bianconere e la seconda maglia era rosa. Il campo di gioco era un campetto di periferia, nella zona che oggi corrisponde al Tiro a Segno.

#### Le polisportive Sardegna e Calciatori
Nel 1911 a Foggia erano nate l'U.S. Sardegna e l'Unione Sportiva Calciatori.
L'U.S. Sardegna prese il suo nome da Marinucci, un sardo figlio del preside dell'Istituto Magistrale.
L'Unione Sportiva Calciatori, che vestiva una maglia bianca a strisce nere orizzontali, vinse il 26 maggio 1912 la "Coppa Città di Foggia", battendo il Bari 1-0. Giuseppe Comei, foggiano proveniente da Firenze, viene acquistato dall'Unione Sportiva Calciatori insieme ai fratelli Tiberini, provenienti da Milano; il minore dei due tornerà in Lombardia.

##### L'Atleta
Quest'ultimo, a Milano, pensa di fondere le due squadre: da quest'unione nacque nel 1912 la polisportiva U.S. Atleta, in maglia bianca, capeggiata dal presidente Gustavo Nannarone.
Il suo esordio è un derby giocato nel campo casalingo di Pila e Croce, contro il Liberty Bari finito 2-2. Successivamente l'Atleta vincerà un torneo a Bisceglie contro alcune squadre pugliesi. In quegli anni il problema era trovare una sede, infatti prima la società si riuniva in una piazza prospiciente al Convitto Liceale, che successivamente diventerà il Tribunale. Molti atleti e dirigenti cercarono di convincere il podestà Mandara per avere dei locali su via Galliani ma il podestà rifiutò. Così alcuni dirigenti occuparono illegalmente il locale, trovandoci una grandissima quantità di mattonelle destinate alla pavimentazione dei marciapiedi; successivamente Mandara cambiò idea e l'Atleta ebbe una sede sociale.
Con l'attentato di Sarajevo nel 1915 verrà la tragica parentesi della prima guerra mondiale.

### Dopo la grande guerra

L'Atleta nel torneo di football a sei di Molfetta

La guerra uccise molti calciatori, anche foggiani, ed in quel periodo era molto difficile continuare a pensare al calcio. Nonostante ciò, grazie alla collaborazione di Gustavo Nannarone si riuscì a continuare la storia di questo sport, ed a collaborare alla ricrescita del calcio fu l'Aviatori Foggia, una squadra di soldati foggiani della Marina e dell'Aviazione, che si scontrò con il F.B.C. Liberty, una formazione barese, pareggiando per 2-2.
L'U.S. Atleta, che ormai stava conquistando un posto tra le grandi, venne invitata a partecipare a numerose competizioni, come il "Torneo Pasquale" a Bari nell'aprile del 1919, primo torneo pugliese del dopoguerra, o il "Torneo di football a sei di Molfetta", il 3 ottobre 1919, dove l'U.S. Atleta arrivò al quarto posto, perdendo 2-0 per rinuncia la finale per il terzo posto contro la Fulgor A Molfetta. Il 1º novembre l'Atleta vince 4-0 al campo Madonna della Spiga di Lucera contro lo Sporting Club Luceria. Nel frattempo, a Foggia, viene creata una nuova formazione chiamata Vis et Vir, in maglia gialla, dove milita Renato Sarti, in prestito dall'Atleta. Alcuni componenti dell'U.S. Atleta, intanto, abbandonano la società per formarne una nuova, la Maciste. Qualche tempo dopo Alfredo Cicolella fonda l'U.S. Pro Foggia. Queste tre squadre, però, non avranno molto futuro. Difatti, il 12 maggio del 1920 viene annunciata la fusione in un unico sodalizio, il cui presidente sarà il colonnello Carlo Gigliotti.

## Esordi

### Dalla nascita al Foggia delle 3 M
Il club fu costituito ufficialmente come Sporting Club Foggia il 5 luglio 1920.
Il sodalizio era una società polisportiva, ovvero erano tesserati non solo calciatori, ma anche pugili, atleti e ciclisti.
Lo Sporting Club Foggia dopo un periodo di inattività partita nel 1920, inizia l'attività calcistica il 18 marzo 1922, quando viene battuta per 2-0 la 225º Fanteria, e nella rivincita, tre giorni più tardi, il 21 marzo 1922 lo Sporting Club Foggia vinse 3-0, con una tripletta di Peppino Comei. Un altro match, sempre con le stesse squadre, fu vinto dallo S.C. Foggia per 5-0. Queste sono le prime partite giocate e vinte, anche se non ufficiali, della squadra di Capitanata.
Vennero scelti come colori sociali il rosso ed il nero, scelti dai fratelli Tiberini, tifosi milanisti.

Lo Sporting Club Foggia nel 1923

Lo Sporting Club Foggia si affiliò alla FIGC il 31 maggio del 1922, e di conseguenza poté partecipare al Campionato Pugliese, ma prima disputò alcune amichevoli nel campo casalingo, quello del Parco Comunale, come quella del 18 giugno 1922, dove perse 2-0 contro l'U.S. Biscegliese, o quella del 22 ottobre contro l'Andrea Doria Foggia dove vinse 4-1, e la rivincita di quest'ultima del 13 dicembre, sempre vinta dallo S.C. Foggia per 2-1. Arrivò automaticamente nel girone finale pugliese del campionato di Seconda Divisione 1922-1923 dove arrivò direttamente al primo posto, con l'allenatore Roberto Fini.
Naturalmente lo Sporting Club doveva avere una preparazione atletica, perciò organizzò alcune amichevoli, come la trasferta a Molfetta, contro la Fulgor, finita 1-1 e con un anticipo di 15 minuti per il malridotto campo di gioco (è la prima trasferta rossonera) e la trasferta al San Lorenzo di Bari contro l'U.S. Ferrovieri, persa per 2-0. Inoltre, organizzò un torneo, dove pareggiò 0-0 con l'Ideale Bari, e vinse a Torremaggiore contro una squadra mista.
La squadra venne perfezionata dai primi acquisti in rossonero, come quelli del portiere Raffaele Ferraretti (primo acquisto del Foggia in assoluto), dell'ala Luigi D'Onofrio, e del centravanti Mario Casale dall'Andrea Doria-Foggia, del centromediano Romano dal Savoia, o del terzino Michele Camero dalla Fulgor Molfetta. Da notare che le squadre da cui il Foggia ha prelevato nuovi giocatori sono tutte pugliesi, e specialmente l'Andrea Doria e il Savoia, che sono due squadre foggiane.
Arriva il girone finale e lo Sporting Club esordisce il 9 settembre 1923 in casa contro il Garibaldino Taranto, vincendo per 1-0, in quella che sarà la prima gara ufficiale giocata dal Foggia. Il Foggia vince sempre, tranne che a Taranto contro lEnotria, dove pareggia, e viene promosso in prima divisione. Per festeggiare organizza un'amichevole contro il Savoia, finalista perdente della finale scudetto, che vince a Foggia per 3-0. Il 28 ottobre, il Comitato Regionale Pugliese, diede la vittoria a tavolino per l'Enotria, nell'ultima gara, poiché c'era stata un'invasione di campo che ha portato al prolungamento di 5 minuti della partita, ma il 2 novembre la lega Sud annullò il verdetto del Comitato Regionale Pugliese, promuovendo regolarmente il Foggia.

Il campo di Pila e Croce, costruito nel 1923

Così promosso nel campionato di Prima Divisione 1923-1924, lo Sporting Clug Foggia cambiò presidente, che divenne Carlo Irace, ed inaugurò il nuovo campo di Pila e Croce il 18 novembre nel match contro l'Ideale Bari vinto 2-0 dagli ospiti, ma successivamente il risultato non fu convalidato per un errore arbitrale, ovvero sospese la partita per 23' al 13 minuto di gioco per la rottura del pallone, ed al posto di continuare la partita, ne ricominciò un'altra da capo, facendo durare il tempo di gioco complessivamente a 103 minuti, ed ovviamente lo Sporting Club chiese di annullare la gara, riuscendoci. Alla fine del girone, però, arrivò con due punti al sesto ed ultimo posto. Tuttavia, si aprì una sottile speranza per il Foggia di rimanere in prima divisione, dato che il Comitato Regionale Pugliese concesse uno spareggio promozione/retrocessione all'ultima della prima divisione ed alla prima della seconda divisione, ovvero lo Sporting Club Foggia ed il F.C. Bari. Lo spareggio finì 2-1 per il Foggia, ma il Bari reclamò, poiché, dato che era stato promosso sul campo, doveva essere promosso a tutti gli effetti, ed infatti ebbe la meglio la società barese.
Nella stagione 1924-1925 il presidente fu Vincenzo Gaito ed il campionato non doveva essere disputato, poiché la sola squadra iscritta, lo S.C. Foggia fu ammessa direttamente allo spareggio promozione/retrocessione con l'U.S. Ideale di Bari, spareggio che non fu disputato per rinuncia del Foggia. Si era verificata la stessa situazione dell'anno precedente ed il Foggia sembrava in procinto di essere promosso; alla compilazione dei quadri stagionali 1925-26 non fu però ammesso direttamente a disputare la Prima Divisione Pugliese, poiché il Comitato Regionale Pugliese aveva iscritto verso la fine di giugno il F.B.C. Lecce. Quindi il Foggia vinse l'andata in casa per 4-0, ma il ritorno fu vinto dal Lecce per 2-1. Sul campo neutro del San Lorenzo di Bari, il Foggia sconfisse nello spareggio promozione il Lecce, grazie a una doppietta di Peppino Comei, promuovendo nuovamente la squadra rossonera in prima divisione.
Nel campionato successivo di Prima Divisione, il campionato 1925-1926, il Foggia, con il nuovo presidente Pietro De Vita e l'entrata in società del nuovo segretario Medardo D'Angiò (ruolo che abbandonerà solamente nel 1961, con la sua morte), nonostante avesse fatto acquisti come quello di Edmondo Della Valle arrivò ultimo con 2 punti, venendo perciò nuovamente retrocesso in quella che ora era divenuta Prima Divisione (secondo livello del calcio italiano). Questo accadde perché il Foggia aveva tesserato irregolarmente un giocatore, Oscar Varola, quindi le ultime tre gare di campionato vennere dichiarate perse a tavolino. Nell'esordio del 22 novembre 1925, pareggiando contro l'Ideale per 0-0, il Foggia ha inaugurato il nuovo campo di via Ascoli (non ancora completato del tutto). Intanto, viene creata la formazione Foggia B, ovvero le riserve, che disputano campionati diversi da quelli della squadra maggiore.

Babaj

Nella stagione 1926-1927 disputò il girone D della Prima Divisione Sud, e con l'emanazione della carta di Viareggio, il Foggia può acquistare due stranieri, ma può schierarne solo uno a partita, comprando così l'ungherese Babaj, un centromediano, che corrisponde al primo straniero della storia del Foggia, ed inoltre furono acquistati Giosuè Poli e Giovanni Visentini dalla Fulgor di Molfetta. Questi, si dimostreranno i giocatori più importanti nella stagione, soprattutto Poli, anche campione italiano di pentathlon nel 1928, vicecampione di decathlon, e nuotatore professionista. Inoltre, l'ala Raffaele Costantino, che successivamente vestirà la maglia azzurra, venne scartato dal Foggia, dopo aver giocato solo due amichevoli, la prima vinta, contro la Bagnolese, e la seconda pareggiata 1-1 con gol di Babaj su punizione, nel primo incontro assoluto contro il Napoli.
Il campionato inizia bene, ma le cessioni di alcuni giocatori, come Babaj, indeboliscono la squadra. Un esempio di ciò fu la trasferta contro la Libery di Bari, sospesa per oscurità sull'1-1, e che venne cominciata con 42 minuti di ritardo, senza Visentini ed Alessandro Sarti, che non erano presenti per un incidente d'auto, e per queste mancanze, la partita venne giocata dal Foggia in 10 uomini (8 giocatori titolari, una riserva, e Migotti per solo 20 minuti). Intanto divenne sempre più importante nel Foggia la figura del portiere Renato Sarti, detto "il divo", ad un passo dalla convocazione nazionale.
A fine campionato il Foggia arrivò settimo, ma a seguito alle esclusioni dal campionato di Ilva Bagnolese, Casertana e Pro Italia Taranto arrivò effettivamente quarto.

Il Foggia 1927-1928

Nella stagione 1927-1928 il Foggia ebbe un nuovo presidente, Giovanni Sarti, ed una nuova figura, quella del giocatore-allenatore, interpretata da Severino Rosso, e nuovi acquisti importanti come quelli di Giovanni Storchi e Ettore Zini. L'esordio nel derby d'Apulia col Bari fu sfavorevole, ma la stagione si rianimò presto, infatti il Foggia piegò la Fiorentina, e vinse il derby di ritorno. Per quella occasione era presente sugli spalti il commissario tecnico della nazionale Augusto Rangone, per visionare Renato Sarti del Foggia e Raffaele Costantino del Bari. Tuttavia i dirigenti foggiani, dato che Costantino era un militare, contattarono un maresciallo che gli impedì di giocare. Dopo una vittoria in trasferta contro il Tivoli, il Foggia non continuò a brillare, ed alla fine arrivò quarto in Prima Divisione Sud.
Il 19 giugno dello stesso anno si fuse con il Velo Club e cambiò la denominazione in Unione Sportiva Foggia.
La stagione successiva il Foggia non disputò la seconda divisione, ma un campionato speciale, il campionato meridionale. Il presidente inizialmente era Pasquale De Biase, ma poi divenne Luigi Turtur. Il campo di via Ascoli cambiò il nome in Sportivo del Littorio, e fu cambiato l'allenatore, che divenne Severino Rosso. Inoltre venne allestita un'importante campagna acquisti, dall'Ambrosiana-Inter furono acquistati Giuseppe Giustacchini ed Ettore Mussi, e dal Viareggio fu preso Giovanni Pavanello, che diventerà uno dei più grandi cannonieri del Foggia, ma fu ceduto Edmondo Della Valle alla Juventus, e Giosuè Poli smise di giocare. Il campionato fu un testa a testa tra Foggia e Pippo Massangioli, e andò così bene che il Foggia organizzò un'amichevole casalinga contro il Wacker Wien finita 2-1 per gli austriaci. Alla fine, il Foggia e il Pippo Massangioli terminarono il girone entrambi a 19 punti, e il successivo spareggio tra queste ultime finì 1-1. Tuttavia, la Federazione ammise entrambe le squadre al girone finale, che però andò male per il Foggia, che finì terzo, battendo solo il Palermo per 2-0. L'unica soddisfazione fu per il portiere Renato Sarti, che in estate fu chiamato dall'allenatore Carlo Carcano per un provino nell'Alessandria, dove a Zurigo parò un rigore a Max Abegglen.

Béla Károly.

Nella successiva stagione di Prima Divisione, gestita dal Direttorio Meridionale, il Foggia cambiò nuovamente allenatore, che divenne l'ungherese Béla Károly, primo allenatore straniero sulla panchina rossonera. Inoltre, Renato Sarti fu a un passo dalla convocazione con l'Italia per il match contro la Svizzera, dove all'ultimo giorno fu preferito Ezio Sclavi, suscitando clamore tra i giornali, come Il Piccolo (ora Il Giornale d'Italia). All'inizio della stagione il Foggia acquistò Eligio Vecchi dal Mantova e Alfredo Marchionneschi dalla SPAL, pallino dell'allenatore Karolj. Il pre-campionato fu buono, infatti su cinque partite non arrivò neanche una sconfitta. Anche il campionato iniziò bene, addirittura il Foggia realizzò 5 gol al portiere della nazionale e del Messina, Clemente Morando. Contro il Macerata successe uno strano episodio. Infatti Marchionneschi segnò un rigore, che però l'arbitro volle far ripetere, così fu ripetuto, ma da Vittorio De Rosa, che dopo la respinta del portiere mise il pallone in rete. Ma l'arbitro Trama di Torre Annunziata, convinto che De Rosa avesse preso la traversa, non convalidò il gol, e mentre i giocatori del Foggia continuavano a protestare, Filippi del Macerata andò in rete, e l'arbitro convalidò il gol. Così il Foggia presentò reclamo e ottenne di giocare una ripetizione, poi vinta dal Macerata 3-2. La partita più importante della stagione fu vinta in trasferta contro il Cagliari per 1-0, ma in seguito il Foggia non continuò a brillare particolarmente, addirittura finendo in crisi. La crisi terminò quando i rossoneri riuscirono a battere in casa il Palermo per 2-1. Alla fine del campionato il Foggia arrivò secondo, a pari punti con la Nocerina (che poi fallirà) e il Messina.
Nel 1930 fu composto il primo inno del Foggia.
La stagione 1930-1931 iniziò con un'amichevole casalinga contro il Bohn Sport Club di Budapest, invitata da Karolj, e finita 3-0 per gli ospiti. Il campionato iniziò bene, infatti l'esordio a Brindisi fu molto convincente: il Foggia vinse 7-2 con 5 gol di Marchionneschi. Ma dopo il ritiro di Renato Sarti il 9 novembre 1930 nella partita contro il Bisceglie finita 3-2 per i rossoneri, il Foggia smise di brillare. In sua sostituzione arrivò Giuseppe Baldi, e in seguito, nonostante i 27 goal di Marchionneschi, il Foggia finì il campionato terzo in classifica.
Intanto i giocatori del Foggia divennero per tutti i "Satanelli", grazie al giornalista Mario Taronna.

Il Foggia delle 3 M, vicino alla serie B

Qualcosa cambiò nell'anno dopo, nella stagione 1931-1932. Venne effettuata una grande campagna acquisti, e furono acquistati Aldo Bedogni, Raggio Montanari, Arduino Marchetti e Antonio Silgich, inoltre ad inizio ottobre il presidente cambiò e divenne Ferdinando Nardella.
Il Foggia disputò un buon campionato, ma verso fine febbraio, con i momenti bui di Aldo Bedogni e Raggio Montanari, finì a metà classifica. Nonostante ciò la squadra compì un autentico miracolo, arrivando seconda in classifica, a tre punti dal Perugia, e di conseguenza si qualificò al girone A della fase finale.
Nella fase finale il Foggia arrivò sempre secondo, sfiorando la promozione per un punto, che invece conquistò il Grion Pola.
In questa stagione l'attaccante Alfredo Marchionneschi segnò 29 gol stabilendo il record di marcature in un campionato per il Foggia, e con Montanari e Marchetti formò il celebre "Foggia delle 3 M". Di questo trio ben 71 furono le reti sulle 94 totali del Foggia.

### La promozione in B del '33 e la serie cadetta

Il Foggia che tornò in Serie B

Il Foggia stava man mano crescendo, e le cose stavano cambiando. Nella stagione 1932-1933 fu cambiato l'allenatore, che divenne Tony Cargnelli. Inoltre vennero ceduti Marchionneschi e Marchetti, protagonisti della stagione precedente, che furono sostituiti da Antonio Bellotti. Un ulteriore acquisto fu quello di Fioravante Baldi, poi titolare del Grande Torino.
La stagione iniziò con un 6-0 casalingo al Tosi Taranto, e con una vittoria esterna per 2-0 contro le riserve del Bari. Fu disputata anche un'amichevole contro la prima squadra del Bari il 28 ottobre 1932, per celebrare il decimo anniversario del Regime Fascista, che finì 5-1 per il Foggia, con una tripletta di Montanari, mentre per il Bari segnò l'ex Marchionneschi. La prima sconfitta arrivò solamente alla nona giornata, contro le riserve del Napoli, ma col mercato di riparazione il Foggia si rinforzò ulteriormente con l'ala Giorgio Pitacco, e le sconfitte a fine stagione saranno solamente tre.
Il Foggia arrivò primo in classifica, qualificandosi per il girone finale. L'inizio fu pessimo, infatti venne sconfitto a Ferrara contro la SPAL, ma con le vittorie sul Pavia e nel girone di ritorno sulla SPAL, il Foggia con 5 punti vinse il girone finale, e così i rossoneri dopo vari tentativi tornarono finalmente in Serie B.

Il Foggia che andò in serie B per la prima volta.

Il Foggia era riuscito a partecipare al campionato di Serie B 1933-1934, ma prima vennero cambiate molte cose. Per questioni economiche, il presidente cambiò, e divenne Paolo De Tullio, inoltre Tony Cargnelli andò ad allenare il Bari, ed il Foggia chiamò come allenatore Engelbert König, ex Milan.
Sul fronte acquisti il Foggia richiamò Arduino Marchetti dal Novara, comprò i due attaccanti Attilio Sudati e Benedetto Benedetti, ed il laterale Bruno Kazianka, ma cedette Bellotti, Montanari e Silgich.
Nel campionato si succedettero prestazioni altalenanti, ma alcune di queste furono importanti, come la vittoria contro il Grion Pola per 6-2, oppure il derby casalingo contro il Bari degli ex Cargnelli e Marchionneschi vinto dai rossoneri per 2-1.
Il Foggia terminò il girone B del campionato al settimo posto.
Nella stagione 1934-1935 arrivò un altro cambio di presidenza, Paolo De Tullio venne sostituito da Giovanni Quarato, ed anche l'allenatore Koenig, come Cargnelli, andò al Bari; ad allenare il Foggia fu chiamato un altro austriaco, Silvio Stritzel. Ritornò Montanari, che fu l'unico acquisto degno di nota, poiché gli altri giocatori acquistati, come Alberto Rosso, Vittorio Torti e Arturo Boniforti, erano solo giovani. Ci furono molte cessioni, infatti entrambi i portieri se ne andarono, Giuseppe Baldi alla Pistoiese e Aristide Bossi alla MATER, inoltre Aldo Bedogni fu ceduto alla Reggiana, Bruno Kazianka al Manfredonia, Fioravante Baldi al Torino e Arduino Marchetti alla Torres Sassari. A causa di tutte queste cessioni il Foggia non disputò un grande campionato, e verso la fine di ottobre, dopo quattro sconfitte di fila e prima del derby col Bari, Stritzel fu esonerato, e sostituito da Giovanni Battista Rebuffo. Il suo esordio fu convincente, il Foggia vinse 3-1 il derby, ma nelle partite seguenti continuò a deludere. I rossoneri, disputando un buon girone di ritorno, dove conquistarono 17 dei 29 punti totali, furono costretti ad andare agli spareggi contro la Cremonese. Entrambi gli spareggi vennero disputati in campo neutro, il primo ad Ancona e finì 1-1, mentre il secondo a Fano ed il Foggia vinse 1-0 grazie ad un gol di Benedetto Benedetti.
Secondo la classifica il girone B della serie cadetta venne terminato all'ottavo posto.

### Dalla retrocessione in Serie C alla seconda guerra mondiale

Vincenzo Marsico, giovane centromediano, già titolare

Nella stagione 1935-1936 il Foggia è costretto a vendere per motivi economici, e cedette Attilio Sudati al Torino e Raggio Montanari al Livorno ottenendo in totale 65.000 lire. Per rinnovare la squadra, la presidenza comprò Giuseppe Calò e Riccardo Di Santo dal Messina, Luigi Torti dal Seregno e Marco Lorini dalla Sanremese. La mediana fu affidata al giovane Vincenzo Marsico, che la stagione precedente era stato schierato solo 2 volte, ma che poi diverrà uno dei simboli del Foggia. Inoltre cambiò anche l'allenatore, che divenne Wilmas Wilhelm, tecnico ungherese. La stagione inizia male, durante Novara-Foggia, finita 4-2 per i piemontesi l'ala Calò si infortuna, provocandosi la lacerazione dei tendini. Il Foggia tenta di sostituirlo provvisoriamente con Alfredo Galante, giovane della primavera, e poi definitivamente con Dante Rossi, acquistato dal Savoia. Dopo un girone d'andata alquanto anonimo, venne quello di ritorno abbastanza disastroso. Infatti al Foggia vennero inflitte quattro sconfitte di fila, che influirono sulla posizione finale in classifica. A fine girone si trovano tredicesimi a 28 punti: Viareggio, Foggia, SPAL e Pistoiese. L'ultima opportunità per rimanere in serie cadetta furono gli spareggi. Contro il Viareggio a Roma finì 2-0 per i toscani, contro la Pistoiese sempre a Roma finì addirittura 6-0 per gli avversari e la partita di Fano contro la SPAL non fu neanche giocata per la matematica retrocessione del Foggia. Dopo tre anni di Serie B il Foggia retrocesse in Serie C. L'unica soddisfazione di quella stagione arrivò nei derby di Coppa Italia, dove nel doppio confronto i rossoneri eliminarono il Taranto nelle qualificazioni (1-1 a Taranto e 2-1 a Foggia), ma nei sedicesimi vennero eliminati in casa dalla Roma per 4-0.
Il ritorno in Serie B avvenne dopo otto anni in Serie C, infatti in quelle stagioni il Foggia ebbe prestazioni molto altalenanti.

Il primo derby di Capitanata, giocato al Campo Sportivo del Littorio di Manfredonia, oggi Stadio Miramare, e finito 1-1

Per la stagione 1936-1937 l'allenatore ritornò Béla Károly, che l'ultima stagione è stato l'allenatore del Taranto.
Purtroppo le pessime condizioni economiche e la discesa in serie C costrinsero, come l'anno precedente, ad effettuare un gran numero di cessioni, tra le quali quella di Luigi Torti al Genoa, di Ettore Mussi al Como, di Pietro Lavè al Lecce, di Giuseppe Calò al Molfetta, di Benedetto Del Re al Rimini, di Arturo Boniforti alla SPAL oppure quella di Riccardo Di Santo al Manfredonia. Inoltre la bandiera Giovanni Pavanello smise di giocare. La squadra non venne rivoluzionata con grandi acquisti, ma tuttavia vennero comprati il terzino oriundo Arcangelo Di Reda, il laterale Francesco Maggiori e le mezze ali Alido Chiaruttini e Armando Creziato (poi allenatore dell'Acireale).
La Coppa Italia 1936-1937 finisce alla seconda giornata eliminatoria, infatti la compagine rossonera dopo aver eliminato nel turno preliminare il Benevento per 2-0 e la Bagnolese per 4-0, si fermò a Molfetta dove perse 5-2 con tripletta dell'ex Giuseppe Calò.
Il girone E ha ben tre formazioni della provincia di Foggia, infatti, oltre ai rossoneri ci sono il Audace Cerignola ed il Manfredonia. Il sogno del ritorno in serie B sembra avvicinarsi con la vittoria sul Potenza per 1-0, dove il Foggia, secondo in classifica, è a due punti dal primo posto. Il match successivo è il derby di Capitanata contro il Manfredonia, il primo in assoluto della loro storia, che finisce 1-1, con i sipontini che agguantarono il pareggio negli ultimi minuti. Comunque il pensiero di un ritorno in serie cadetta rimane costantemente vivo, soprattutto grazie al supporto dei tifosi che aumentarono, e addirittura nella gara contro il Tosi Taranto del 14 marzo 1937 lo stadio fu aperto per la prima volta anche alle donne (anche se accompagnate).
Tuttavia i desideri del ritorno in serie B vennero placati con la sconfitta in casa per 3-0 ad opera della Salernitana e con la seguente sconfitta esterna a Cerignola per 2-1. Poche furono le restanti vittorie come quella sul Lecce per 4-0. Il campionato finisce al quinto posto, davanti ai propri tifosi, costretti a vedere una sconfitta casalinga con il Taranto appena promosso per 5-2.

Angelo Benincasa

La stagione successiva, la 1937-1938 fu un'altra rivoluzionaria. Ad allenare la squadra fu chiamato Angelo Benincasa, e a fine agosto venne nominato dal segretario della Federazione dei Fasci di Combattimento come nuovo presidente Luigi Sbano. Vennero ceduti Dante Rossi al Padova, Ubaldo Narducci al Bari, e Vito Natale Labate e Arcangelo Di Reda allo Spolettificio T.A.. Gli acquisti furono solo quello di Adelchi Fariello, di ritorno dopo il prestito al Manfredonia, e di Vasselli, un pilota romano che lavorava all'Aeroporto di Amendola.
Nonostante i satanelli avessero disputato un grande girone d'andata finito alla quinta posizione, il girone E venne terminato al nono posto con 20 punti, a causa dello scarso girone di ritorno, nel quale i rossoneri subirono quattro sconfitte nelle ultime cinque partite e conquistarono solamente 7 punti. La causa di questo scarso girone di ritorno furono le partenze di Armando Creziato e Luciano Valenti per gli arruolamenti nell'esercito, ma soprattutto il clamoroso comportamento di Fariello, che dopo l'intervallo contro il Popoli, non tornò in campo per una lite con Benincasa, lasciando il Foggia in inferiorità numerica, e poi facendolo perdere per 3-0.
Nonostante i buoni propositi, i successivi campionati furono deludenti.

Luigi Ippolito

Nel campionato 1938-1939 il presidente era diventato Luigi Ippolito, famoso a Foggia per essere stato presidente dell'Unione Commercianti di Foggia per 30 anni e vicepresidente della Confindustria di Foggia per 12, e successivamente presidente della fiera di Foggia nel 1953. Le disponibilità economiche sembrano aumentarsi con la vicina cessione di Vincenzo Marsico al Milan, ma i milanesi offrono solo 20 000 lire, il Foggia chiede il doppio, ed il trasferimento viene annullato. A bilanciare le poche cessioni ci sono i pochi acquisti, di Luigi Caruso e di Giuseppe Serio dal Palermo, di Ermenegildo Soci dal Rimini, e di Ilio Ganni dal Livorno, che con sole quattro presenze ed un gol lascerà la squadra in anticipo. Inoltre arriva anche Walter Del Medico, il quale, a 18 anni, disputa due partite, ma che poi dal 1942 al 1944 vestirà un'altra casacca rossonera, quella del Milan. Cinque sconfitte di fila aprono il campionato, che tra l'altro sono tutte in trasferta perché nel campo "Sportivo del Littorio" viene realizzata una tribuna da 2000 posti ed una pista di atletica. Per cercare la vittoria il Foggia si affida a tutto, e vengono usate diverse strategie scaramantiche, come quella di usare una maglia verde contro il Mater, ma purtroppo questa idea si rivelerà fallimentare. La prima vittoria del campionato arriva solo a dicembre nel derby di Capitanata contro il Manfredonia. Nel mercato di riparazione i satanelli acquistano il giovane attaccante Gilberto Zappaterra, che recupererà lo svantaggio, e portando alla vittoria il Foggia per tre volte di fila. Tuttavia a causa del pessimo girone d'andata il Foggia non riesce ad evitare il nono posto.
Nel luglio del 1939 l'Unione Sportiva Foggia diventa Unione Polisportiva Foggia, infatti la società si dedica anche atletica, al ciclismo, alla pallacanestro, al pugilato, alla scherma ed al tennis.

Il Foggia nella stagione 1939-1940

La situazione del Foggia non era delle migliori, e per la stagione 1939-1940 il presidente diventa Enea Farina e Benincasa passa al Brindisi, dal quale arriva il nuovo allenatore del Foggia, István Fögl, ex allenatore dell'Udinese. Tra gli acquisti è da segnalare il ritorno di Dante Rossi, e tra le cessioni quelle di Caruso e della giovane promessa Del Medico. L'esordio in Coppa Italia non è dei migliori, i rossoneri vengono sconfitti dal Brindisi di Benincasa per 5-1. Tuttavia, un'altra perdita si abbatte sul Foggia, è quella del terzino Raffaele De Meo, chiamato alle armi. Non arriva nessuna vittoria, fino a che il 23 novembre il presidente Farina se ne va, e viene sostituito da Oscar Taronna. La vittoria arriva soltanto alla nona giornata, ma sembra ripetersi lo stesso campionato dell'anno precedente, ed a gennaio la dirigenza rinforza la squadra acquistando Giuseppe Bradaschia, che in 16 gare segna 13 reti. Grazie a lui il Foggia riesce a salvarsi, ed arriva al nono posto a 29 punti a pari merito con il Brindisi.
Il 12 maggio 1940 viene celebrato il ventesimo anniversario della fondazione del Foggia, in una giornata che inizia con delle gare sulla pista di atletica, ma che poi finisce con una partita, finita 0-0, tra due squadre di veterani del Foggia, una capitanata da Giuseppe Comei, ed un'altra da Giosuè Poli, e con un arbitro d'eccezione, Roberto Fini.

Roberto Fini

La seconda guerra mondiale era appena iniziata, ma il calcio non si ferma. La stagione 1940-1941 inizia con il presidente reggente Roberto Fini, che è costretto a cedere ben 33 giocatori, e a prelevare giocatori dalla seconda e dalla terza squadra. Il 30 luglio viene eletto il presidente, Filippo Guglielmi, che porterà al Foggia il nuovo allenatore, Ferenc Plemich, un altro ungherese. Nell'immediato inizio di campionato il Foggia perde Chiaruttini, che va al Vicenza, e gli acquisti sono solo giovani provenienti da formazioni locali come la Falcone-Foggia. I giornalisti lo chiamano il Foggia delle 3 B, di Ernesto Bertè, di Giuseppe Bradaschia e di Giovanni Bratta, e sembra poter essere una squadra in grado di puntare alla promozione. Il Foggia ha un inizio altalenante, 2 vittorie e 2 sconfitte, ma Plemich lascia la squadra al suo predecessore, István Fögl. Il Foggia continua con le sue prestazioni altalenanti, ed a fine dicembre Fögl se ne va, e ritorna Plemich come allenatore del Foggia. Il Foggia ha solo due giocatori non originari della Daunia, Soci e Bradaschia, che verranno anche ceduti nel mercato di riparazione. Ma alcuni giocatori come Umberto Caputo o Antonio Ragno contribuiscono al peggioramento del Foggia, perché si fanno squalificare, il primo per sei mesi, il secondo per un anno, per aver giocato una partita con un nome ed un cartellino falso. Il Foggia finisce la stagione al decimo posto in classifica, con un punto di penalizzazione per aver rinunciato a giocare l'ultima partita a Siracusa.
Roberto Fini torna presidente per la stagione 1941-1942, ed assume come tecnico Angelo Benincasa, ritornato a Foggia. Il Foggia è ancora un prodotto di giocatori locali, le poche cessioni si equilibrano con i pochi acquisti, la maggior parte dei quali provenienti da Foggia. L'inizio campionato è da dimenticare, nelle prime sei partite arriva solo un punto, la prima vittoria arriva a dicembre in una gara esterna contro il Potenza, ma sarà solo una piccola soddisfazione in un mare di ulteriori sconfitte, come quella contro il Cosenza finita 5-2, con una doppietta dell'ex Sudati. Nel girone di ritorno l'andamento cambiò sensibilmente, il Foggia migliorò, ma non riuscì ad andare oltre il decimo posto.

Gli attaccanti del Foggia della stagione 1942-1943: Lischi, Zironi, Bertè, Mirabello e Lotti

Per la stagione 1942-1943 il presidente cambiò un'altra volta, e diventò Alceo Gigli. Benincasa venne confermato, e la squadra dopo diverse stagioni, torna ad acquistare elementi di spessore, come quello di Paolo Todeschini o di Walter Zironi, entrambi ex giocatori di serie A. Un altro acquisto importante è quello dell'ala goleador Lischi, che dopo aver segnato in trasferta al Brindisi uscì dal campo e lasciando il Foggia in dieci uomini, costretto a subire la rimonta della squadra salentina. Con questi innesti il Foggia riesce ad arrivare quarto in classifica, mantenendo il passo di Lecce, Taranto e Cosenza. La guerra lascia il segno anche nel calcio, infatti muoiono Antonio Ragno, ucciso in Africa mentre pilotava un carro-armato, e Walter Zironi, ucciso dai nazisti.
A causa della seconda guerra mondiale, che ha portato a Foggia morte e violenza, la compagine rossonera fu costretta a fermarsi per due anni.

La formazione dell'Aeronautica foggiana affronta la rappresentativa tedesca

## Il Foggia del dopoguerra

### La ripresa post-bellica
Durante la guerra il calcio giocato è pochissimo, ed a Foggia le squadre in attività sono poche, come la Nuova Daunia oppure la formazione dell'Aeronautica, che nell'aprile del 1943 affrontò a Foggia la rappresentativa tedesca.
Il campo "Sportivo del Littorio" nel 1946 venne intitolato alla memoria di Pino Zaccheria, un cestista foggiano morto a Tirana sul fronte greco-albanese.
Così, dopo lo stop causato dalla guerra, il Foggia partecipa ad uno dei tanti campionati bellici, il Campionato Dauno, che i rossoneri vinceranno il 2 settembre 1945 nel match di San Severo contro il Lucera ai supplementari.
Solo pochi giorni più tardi il Foggia si fuse con il G.S. Cartiera e cambiò la denominazione in IPAS Foggia (Istituto Poligrafico Associazione Sportiva Foggia).

Nevio Giangolini.

Nella stagione 1945-1946 Roberto Fini torna presidente, ed il Foggia dopo la guerra si iscrive al campionato di Serie C, ma i costi per qualunque cosa sono elevati, e il Foggia riesce ad acquistare soltanto Nevio Giangolini. Tuttavia, saranno importanti anche Attilio De Brita e Guido Citarelli, adesso giovani, ma che poi saranno colonne fondamentali dei satanelli, e nel caso di Citarelli, successivamente, del Bari. Il campionato inizia benissimo, viene battuta anche la capolista Lecce, ma nel mese di marzo nel derby con l'Audace Taranto i tifosi dello Zaccheria invadono il campo all'87' sull'1-1. L'aggressione continuò anche negli spogliatoi, e i risultati saranno pessimi: l'arbitro e dei giocatori dell'Audace sono finiti in ospedale, e la Commissione Disciplinare squalifica lo Zaccheria per ben 10 mesi. Il Foggia termina di nuovo quarto, ma, nonostante la sua posizione in classifica, con le nuove riforme di ampliamento dei campionati, il Foggia aveva le carte in regola per ipotizzare una promozione per meriti sportivi.

Guido Citarelli

Nell'attesa del verdetto finale, il Foggia ritornò ad essere l'Unione Sportiva Foggia, ed ebbe come commissario straordinario Luigi Formica, ed intanto venne annullata la squalifica dello stadio.
A livello economico i rossoneri ebbero solo l'appoggio economico dell'Unione dei Vinai, del concerto bandistico e del Conservatorio Umberto Giordano.
Successivamente, il 7 luglio, alla compilazione dei quadri stagionali, la lega Centro-Sud ammise il Foggia per meriti sportivi alla Serie B 1946-1947.
Grazie al ripescaggio, per la stagione 1946-1947, i rossoneri poterono riprendere in grande stile l'attività sportiva, partecipando al girone C della serie cadetta.
Il presidente definitivo divenne Antonio Frezza, che scelse come allenatore Pietro Andreoli.
Gli acquisti furono necessari per competere con le altre squadre, tra i quali ci sono quelli del portiere Antonio Bisson dal Trento, del centromediano Luigi Buin dalla Bonifacese, della mezzala Giovanni Calvani dal Bari, del laterale Antonio Maran dal Padova, delle ali Michele Catalano dal Molfetta e Antonio Spatuzzi dall'Asti.
Le possibilità economiche aumentano, e per la prima volta vengono introdotti a bordocampo i cartelloni pubblicitari.
Quell'anno comparve nel girone del Foggia una nuova formazione foggiana, il Foggia Incedit, la squadra della Cartiera di Foggia (vedi Gruppo Sportivo Incedit), i cui i colori erano giallo-blu.
Il 19 settembre nacque il giornale Il Satanello, creato dal giornalista Mario Taronna, e che seguiva particolarmente la squadra rossonera.
In campionato, nonostante un buon inizio, dove i rossoneri riuscirono a battere anche la capolista Salernitana con un gol di Spatuzzi, il Foggia non disputò un gran girone di ritorno, ed arrivato al penultimo posto in classifica, la dirigenza fu costretta ad esonerare Andreoli, per chiamare Raffaele Costantino, che il Foggia clamorosamente scartò quando era un giocatore.
Con Costantino il Foggia ritornò alla vittoria, fino ad arrivare alla gara salvezza in trasferta contro il Catanzaro. Al 78', sull'1-1, Venditto, giocatore del Catanzaro, colpisce la palla, che colpisce il palo, e torna in campo, e tra lo stupore di tutti l'arbitro convalida la rete, facendo scoppiare una rissa, e successivamente la gara verrà vinta 2-0 a tavolino dal Catanzaro. Un altro torto arbitrale verrà eseguito ai danni del Foggia la settimana successiva, infatti, nella gara casalinga contro il Palermo, al 90' non viene dato un evidente rigore al Foggia, condannando così il Foggia alla retrocessione.
Il Foggia arrivando quattordicesimo nel girone, fu nuovamente retrocesso in serie C.
Inoltre, a causa degli scontri di Catanzaro, la Lega Nazionale escluse il Foggia da ogni gara ufficiale fino al 31 luglio 1948.

Azione in area rossonera nel derby foggiano vinto 2-0 dal Foggia.

Nel luglio del '47, dopo varie proteste dei tifosi foggiani, la FIGC diminuì la squalifica di un anno al Foggia a solo quattro giornate, e quindi la squadra partecipò nel girone S del campionato di serie C 1947-1948. Il ritorno nella terza serie non fu tanto fortunato, infatti il Foggia si trovò a gareggiare per la supremazia cittadina con l'Incedit, allenata dall'ex rossonero Vincenzo Marsico. I rossoneri cambiarono allenatore, infatti la squadra fu consegnata all'ungherese Lajos Politzer, che acquistò solamente Virginio Nicoli, Bruno Torri ed Alfredo Diotalevi. Tuttavia grazie a quest'ultimo, e alla giovane ala Attilio De Brita il Foggia riesce a segnare e a portarsi tra le potenze della classifica. Ma il 28 dicembre arrivò il primo derby ufficiale tra il Foggia e l'Incedit, che finì 1-0 per i canarini. Tuttavia dopo quella sconfitta il Foggia si riprese, battendo il Catanzaro capolista, il San Severo, e il San Ferdinando di Puglia per 14-0 (anche se venne rimediata una sconfitta con il Nicastro), arrivando al primo posto a pari punti con l'Incedit. Altre vittorie giunsero a febbraio con il ritorno di Angelo Benincasa e l'inaspettato esonero di Politzer, infatti nel girone di ritorno su 13 partite la squadra rossonera ha colto 12 vittorie (8 di fila) ed un pareggio, arrivando al primo posto in classifica, mentre l'Incedit si dovette accontentare di un quarto posto in classifica.
Verso l'inizio di giugno una struttura dello stadio Pino Zaccheria crollò, provocando tre morti, e a tal proposito il Foggia e l'Incedit organizzarono un'amichevole il 6 giugno, il cui incasso fu devoluto alle famiglie delle vittime.
Tuttavia, quasi sfidando un fato beffardo, il 1º luglio per la legge della riduzione dei quadri societari e dei campionati il Foggia non venne ammesso alla serie B, ed il Foggia Incedit, che era finito quarto, venne retrocesso in Promozione, sempre in seguito alla legge della riduzione dei quadri societari.

Alfredo Diotalevi.

Quindi nel campionato successivo, il campionato 1948-1949, il Foggia fu costretto a continuare a militare in Serie C, nonostante il suo primo posto ottenuto l'anno prima. Bruno Torri e Michele Catalano vennero sostituiti da Arnaldo Leonzio e Berardo Lanciaprima, inoltre vennero perfezionati altri acquisti minori. La stagione è piuttosto anonima, complice anche l'invecchiamento di Alfredo Diotalevi, unica punta di peso tra i rossoneri, e tra i risultati spiccano le vittorie sul Crotone per 1-0, dove Benincasa sperimentò per la prima volta il sistema, ed il 3-0 alla capolista Avellino, che poi verrà retrocessa per illecito sportivo.
Al termine del girone D del campionato di serie C, il Foggia arrivò al sesto posto, ed anche l'altra squadra foggiana, l'Incedit, arrivò sesta, ma in promozione interregionale.

Attilio De Brita, l'allenatore Vincenzo Marsico e Guido Citarelli.

Attilio De Brita, colonna dei rossoneri.

Nella stagione successiva, la stagione 1949-1950, il Foggia era dato tra le favorite, anche grazie al cambio dell'allenatore, che divenne Andreas Kutik, che la stagione precedente ha fatto arrivare il Cosenza quinto in serie C. Con lui il Foggia cambia schema di gioco, dandosi definitivamente al sistema, dopo qualche tentativo di Benincasa nella stagione precedente.
Il Foggia vuole ringiovanirsi, sul mercato è scatenato, e compra il centravanti Vincenzo Geraci, il laterale ungherese Pal Kovi, la mezzala Giorgio Sbardellini, ed i terzini Vincenzo Ferrante e Giorgio Lazzeri, e cede i veterani Carlo Ponzanibbio, Alfredo Diotalevi, Antonio Pultrone e Michele Catalano. A settembre i rossoneri perdono 3-1 in un'amichevole contro l'I.R.O., che un anno dopo sarebbe diventato il Ferencvaros.
L'esordio è favorevole, in casa il Foggia batte 4-1 il Catanzaro, ma successivamente, dopo due derby casalinghi sbagliati, ovvero la sconfitta per 3-1 ad opera del Lecce, ed il pareggio per 1-1 col Brindisi, Kutik venne sostituito il 30 ottobre dal foggiano Vincenzo Marsico. Marsico è il primo allenatore foggiano a sedersi sulla panchina rossonera, che durante il corso per allenatori nel 1948 si è classificato, a pari punti con Cesare Gallea al primo posto, precedendo Nereo Rocco, storico allenatore del Milan. Il debutto per Marsico è in Sicilia, contro il Messina, e la partita finisce 1-1. Dopo un altro pareggio e due sconfitte di fila, il Foggia scese all'ultimo posto, soprattutto grazie alla clamorosa sconfitta interna contro la Juvealfa Pomigliano, ed il presidente Frezza esonerò Marsico, per richiamare Kutik.
Il suo esordio è una sconfitta per 6-3 a Crotone, ma allo Zaccheria il Foggia batté la Nocerina, e poi sempre in casa, sconfigge la capolista Messina con una doppietta di Vincenzo Geraci, che successivamente diventerà il capocannoniere del girone con 24 gol. La squadra sembra riprendersi, ma a causa di una crisi economica, non aiutata dall'allora sindaco di Foggia, Paolo Telesforo, ma l'8 gennaio il presidente Antonio Frezza si dimette, ed al suo posto viene nominato come commissario straordinario Ferdinando Nardella. Per la prima volta si pensa ad una fusione tra il Foggia e l'Incedit, unendo le forze economiche. La crisi economica si fa sentire anche sulla squadra, a Brindisi il Foggia perde 4-0, ed il 16 marzo, prima della partita con l'ArsenalMessina, l'allenatore Kutik viene nuovamente rimpiazzato da Vincenzo Marisico, che era contemporaneamente allenatore dell'Incedit. Dopo un esordio sfavorevole a Cosenza, dove i satanelli persero 5-0, il Foggia si riprese, vincendo cinque partite e pareggiandone due.
Il Foggia concluse il campionato nono in classifica, anche se ebbe l'attacco più prolifico della stagione.

Foggia-Stabia 2-1.

Per l'annata 1950-1951 il Foggia aumentò la capienza dello stadio a 10.000 posti, ampliando una tribuna, e costruendone una nuova, inoltre creò un sottopassaggio, gli spogliatoi, ed il muro di cinta danneggiato dalla seconda guerra mondiale. A livello economico le risorse erano piuttosto scarne, ed il presidente Nardella è costretto a nominare il nuovo consiglio d'amministrazione. Le cessioni sono tante, tra le quali quelle di Bisson al Trento, e quella di Buin alla Salernitana, mentre tra gli acquisti spiccano quelli di Marino Brenco dal Bari, di Marino Di Fonte dall'Arsenaltaranto, e soprattutto quello di Luigi Silvestri dal Lecce. Dopo una vittoria sul campo neutro di Siracusa contro l'Igea Virtus Barcellona, la squadra allenata da Marsico subisce un sonoro 8-0 nel derby esterno contro il Lecce. Ma col ritorno del mediano Buin, i rossoneri ottengono una serie di risultati positivi, ed infatti a dicembre la squadra diventerà terza in classifica, a quattro punti dalla Stabia, per poi accorciare, ed arrivare seconda. Successivamente il Foggia ottiene 15 risultati utili di fila, serie interrotta dalla sconfitta per 4-1 con il Marsala. Dopo l'acquisto del terzino Bruno Cappellini a marzo, allo Zaccheria c'è lo scontro diretto tra il Foggia e lo Stabia, finito 2-0 per i rossoneri. Dopo molti cambi di classifica, si arriva a fine campionato con il Foggia e lo Stabia prime in classifica pari a 52 punti. Così viene scelto di giocare uno spareggio il 17 giugno a Firenze, che finirà 2-0 per i campani. I tifosi non sono certo felici del risultato, accusando l'allenatore Marsico di non aver schierato tra i pali il portiere titolare Rino Pandolfo, e successivamente il 24 giugno Marsico verrà esonerato.
Nella stagione successiva, la stagione 1951-1952, come allenatore tornò Tony Cargnelli, diciott'anni dopo l'ultima esperienza rossonera, mentre Marsico divenne dapprima allenatore del Lallo Madami di Bari, e poi, a campionato in corso, sostituì Costantino nel Bari. Luigi Silvestri, che l'anno prima aveva totalizzato 24 gol, venne ceduto all'Arsenaltaranto per 3 milioni di lire, ed inoltre lo storico Giovanni Bratta, dopo 180 presenze con il Foggia, venne svincolato, e finì all'Incedit. Vennero acquistati dallo Spezia il centrocampista Giuseppe Pozzo e l'attaccante Nerone Reddi, mentre dall'Udinese venne preso in prestito il terzino Glauco Buttazzoni, e vennero perfezionati acquisti minori come quello del portiere Agostino Scaglioni dall'Acireale o del centromediano Giovanni Di Pasquale dalla Biellese. Il 18 agosto inizia la stagione del Foggia, con gli allenamenti ginnici sulla pista di atletica, e quelli tecnico-tattici nell'aeroporto Gino Lisa, poiché lo stadio era indisponibile per il rifacimento del manto.
Inoltre, prima dell'inizio del campionato, venne acquistata dal Livorno l'ala Enrico Candiani, già campione d'Italia con l'Inter di Cargnelli, e successivamente giocatore di Juventus e Milan.
Tuttavia dall'inizio, si capisce che non sarebbe stata una grande annata per il Foggia, a causa delle sue prestazioni anonime. Anche con l'acquisto invernale dell'attaccante Antonio Aiello dal Padova, il Foggia continuò a deludere, finché il 9 dicembre il Foggia perse nella gara casalinga contro il Colleferro, ed il presidente Nardella lasciò il posto al commissario straordinario Antonio Frezza, che tornò al timone del Foggia, esonerando immediatamente Cargnelli per chiamare Cesare Migliorini. L'esordio sembrava essere buono, e i rossoneri vinsero in trasferta 2-1 contro la Casertana; ma purtroppo per il Foggia, questa che sembrava una vittoria divenne invece una disfatta. Silvio Brioschi, l'allenatore della Casertana, senza essere contattato da alcun dirigente del Foggia, chiese al suo portiere Scarpellini di giocare al minimo delle sue qualità. Successivamente Scarpellini denunciò tutto ciò agli organi federali, e la Lega retrocesse il Foggia all'ultimo posto a 0 punti, dando a tavolino per 2-0 il match contro la Casertana, e squalificò a vita Brioschi. Il nuovo commissario straordinario Vittorio Alberini, prima di essere sostituito dopo poco tempo da Pasquale De Biase, sostenne che Brioschi non avesse mai avuto contatti con la dirigenza rossonera. In grande agonia,dovuta al fatto che la Lega aveva più volte rimandato delle decisioni al riguardo di questo episodio., il Foggia continuò a fare ciò che poteva, ottenendo risultati altalenanti. Alla fine il Foggia ottenne 14 punti di penalizzazione, e, giunto a un totale di 20 punti, arrivò sedicesimo in classifica e fu condannato alla retrocessione in quarta serie. L'unica parte bella di quel campionato fu la vittoria esterna a Bari nel derby per 3-1. Il Foggia rimase in quarta serie per ben sei anni.

### La retrocessione in IV Serie

Vincenzo Orlando, neoacquisto rossonero.

La stagione 1952-1953 iniziò male, infatti il 5 luglio il commissario straordinario Pasquale di Biase si dimette, lasciando il posto a Ferdinando Nardella. Nella società i debiti ammontavano ad oltre 23 milioni di lire, e per cercare di equilibrare questa situazione di difficile controllo economico, ogni socio del Foggia dovette versare una quota. Tuttavia, nell'assemblea del 30 luglio il commissario Nardella si dimesse, lasciando il Foggia ai rischi della radiazione. Verso i primi di agosto venne dato un grande aiuto economico dal comune di Foggia, e specialmente dal suo sindaco Ferdinando Lupo, e, successivamente, un'altra mano venne data da tutti i foggiani, che versarono 5.000 lire ciascuno alla società. Il sindaco nominò presidente Raffaele Apicella, che chiamò Vincenzo Marsico come allenatore. Il suo primo acquisto fu il portiere Antonio Cortigiano dal Bari, ma oltre a lui vennero perfezionati anche altri grandi acquisti, come quello degli attaccanti Nibbio Bacci, Aldo Piani e Carmine Buonpensiero, giovane diciassettenne, ma soprattutto quello del centrocampista di grande esperienza Vincenzo Orlando, prelevato sempre dai biancorossi del Bari. L'inizio di campionato è totalmente anonimo, l'unico avvenimento degno di nota avviene il 16 novembre, ed è il gol di Nerone Reddi al 66' di Brindisi-Foggia del momentaneo 1-3 (la partita finirà 2-3), ovvero il 1000º gol della storia rossonera. La situazione migliora di poco con il mercato di riparazione, dove il Foggia acquista dall'Arsenaltaranto il centrocampista Antonio De Vitis e l'attaccante Cosimo Luzzi. Saranno le ultime sconfitte con Frosinone, Colleferro, Bari e Campobasso ad impedire al Foggia di tornare in serie C. Alla fine i rossoneri ottennero il terzo posto, a tre punti dall'Avellino promossa e dal Colleferro.

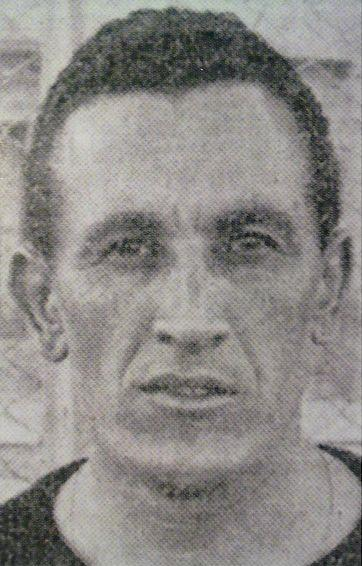
Nibbio Bacci, che a Foggia rivivrà una seconda giovinezza.

Anche la stagione 1953-1954 iniziò con difficoltà economiche, e con oltre 14 milioni di debiti il Foggia sembra non potersi iscrivere al campionato. Tuttavia, in una riunione di fine giugno nel Palazzo Comunale, viene ideato un progetto dalla dirigenza rossonera, ovvero la creazione di tre categorie di soci: benemeriti, sostenitori ed ordinari, e successivamente, dopo un appello alla città del sindaco Lupo, il Foggia viene aiutato anche dall'amministrazione comunale e dai cittadini. La carica di commissario straordinario è affidata al sindaco Ferdinando Lupo, che è riuscito a risollevare la società rossonera, mentre Vincenzo Marsico si trasferisce all'Incedit, lasciando il posto di allenatore all'ex Cesare Migliorini. I "veterani" Cortigiano, Leonzio, Buin, Reddi e Di Fonte se ne vanno, e vengono sostituiti dalle giovani promesse di centrocampo Severino Gorini dal Pisa, Ferruccio Pavarano dal Forlì, e Sergio Ballarin dal Piacenza, inoltre vennero acquistati due portieri, Mario Rossi dal Mantova, e Piero De Pinto dal Cosenza, quest'ultimo preso a causa dell'infortunio di Rino Pandolfo; e la rosa venne ulteriormente ringiovanita con gli arrivi degli attaccanti Gualtiero Marchiani dal Villanova Rovigo e di Sergio Rizzini dal Margherita di Savoia. Il campionato inizia con due trasferte sarde, entrambe vittoriose, la prima contro il Monteponi Iglesias, vinta per 2-1, la seconda contro l'Olbia finita per 10-0, nel risultato migliore della storia del Foggia. Le vittorie continuano ad arrivare, e la dirigenza pensa di continuare a migliorare, attraverso ulteriori acquisti, come quello del centrocampista Piero Micucci dalla Fiorentina, o quello dell'ala Franco Volpi dal Bologna. Dopo quattro vittorie di fila, il Foggia ha un piccolo calo di tensione, dove perde negli ultimi minuti due partite di fila, contro il Frosinone e la Nocerina. Subito la squadra rossonera si rifà con due vittorie sulla Torres e sul Montevecchio, ed a novembre il Foggia si stabilisce primo in classifica. Alla fine del girone d'andata i rossoneri si possono vantare di essere la squadra italiana con più vittorie (11 su 15) e con il maggior numero di reti fatte (38). Tuttavia, dopo un'impressionante lunga serie di infortuni, il Foggia sembra abbandonarsi, quando, dopo essere stata in vantaggio solo di 1 punto dalla seconda in classifica, il Cirio Napoli, ottenne una vittoria contro l'Avellino e un pareggio esterno contro la Puteolana, così classificandosi prima in classifica e guadagnandosi la qualificazione al girone finale Centro-Sud contro il Bari, il Prato e il Colleferro. Purtroppo il girone finale fu meno brillante del campionato: il Foggia perse infatti tutte le partite, terminando ultimo in classifica il girone con 0 punti, e dovette rimanere ancora in IV Serie.

Leandro Remondini, chiamato ad allenare il Foggia.

Prima dell'inizio del campionato 1954-1955, verso la fine di giugno, l'allenatore divenne l'ungherese Nemes Lajos Kovacs, nell'ultima stagione all'Avellino. Dalla società campana arrivano anche i fratelli Pasquale e Carlo Mupo, il primo attaccante e il secondo terzino, Gloriano Risos, anche lui attaccante, e il centrocampista Vincenzo Pulcinella. Oltre a loro la società completa altri acquisti come quello del centrocampista Antonio Stornaiuolo dalla Cavese, del portiere Simone Despal dalla Nocerina e della mezzala Pietro Colombo. All'inizio sembrava quasi certo anche l'acquisto di un giovane Carlo Parola, che però non può trasferirsi, poiché era occupato col servizio di leva. Tra le cessioni più importanti sono quelle di Giuseppe Pozzo, che passa all'Incedit, e quella di Sergio Ballarin, che finisce al Forte dei Marmi. Tuttavia, con la sconfitta interna rimediata contro il Molfetta, il commissario Lupo, dopo aver multato quasi tutta la squadra, continua a perfezionare acquisti come quello dell'ala Fabrizio Bartolini dal Modena, e la mezzala Piero Gola dal Mantova. Nonostante ciò il Foggia continua a disputare un brutto campionato, finché il 1 dicembre Kovacs viene sostituito da Leandro Remondini, che appena arrivato, acquista il giovane Paolo Maroncelli dalla Lazio.

### Dal ritorno in serie C agli anni d'oro della serie A

#### Anni di assestamento

Matteo Rinaldi, nella sua prima stagione da titolare

Nella stagione 1958-1959, dopo la fusione tra le due società foggiane e il ripescaggio in serie C, il Foggia deve riuscire ad arrivare alla somma di 15 milioni, per l'iscrizione in serie C. Alla fine i soldi vengono prestati dal Banco di Napoli, ed i rossoneri, dopo sei anni possono tornare a calcare i campi della serie C. Il presidente è diventato Armando Piccapane, che farà pochi acquisti come quello del portiere Bruno Furlan dal Colleferro, del difensore Marco Galetti o dell'ala Francesco Malinghetti, questi ultimi prelevati dalla Salernitana. Importanti saranno anche i ritorni dai prestiti della mezzala Piero Colombo dall'Avellino e del centromediano Matteo Rinaldi dallo Squibb Roma, mentre il capitano e bandiera del Foggia, Attilio De Brita, si ritira dal calcio.
La Coppa Italia inizia con una vittoria casalinga sul Cirio Napoli per 3-1, ma i rossoneri, una settimana dopo, saranno fermati in trasferta dal Bari in un roboante 5-1.
Gli inizi non sono tra i migliori, infatti a fine ottobre il bilancio è pesante, in 6 giornate si sono ottenute solo 2 vittorie (contro Anconitana e Lecce) e 4 sconfitte. L'allenatore Marsico, non in efficienti condizioni di salute, viene sostituito per un brevissimo lasso di tempo dal suo vice Osvaldo Iannantuoni, e successivamente da Leonardo Costagliola, che vuole rinnovare immediatamente la squadra. Ed infatti, grazie a lui, alla riapertura delle liste, arriva dal Cagliari l'ala Domenico La Forgia, dalla Pistoiese giunge il mediano Alberto Baldoni, mentre dal Bologna viene prelevato il portiere Dante Bendin. Gli acquisti sembrano dare un notevole ritocco alla squadra, tuttavia la prima vittoria della gestione Costagliola arriva col Trapani, dopo quattro pareggi e due sconfitte in un mese e mezzo. Tuttavia, con Costagliola il rendimento dei rossoneri cresce, ed infatti viene confermato, anche grazie ad alcune prestazioni convincenti verso marzo. Il Foggia chiude il girone B del campionato al dodicesimo posto a 27 punti, senza però, mai vincere in trasferta. In questa stagione, tuttavia, non c'era pericolo di essere retrocessi in Serie D (la nuova IV Serie), a causa delle nuove riforme dei campionati.

L'allenatore Leonardo Costagliola.

La stagione 1959-1960 fu quella trionfale ritorno in serie B.
Costagliola cerca subito il sostituto di Bendin, che ha finito il suo periodo di prestito tra le file dei rossoneri, e trova Renzo Biondani, prelevato dalla Salernitana. Inoltre arriva dal Secondigliano un giovane, che sarà destinato ad entrare tra le leggende dei "satanelli", Cosimo Nocera, che l'ultima stagione con 28 gol è stato capocannoniere del girone campano. Nocera arriva per un milione e mezzo, dopo aver rifiutato varie offerte, tra le quali quelle del Cirio Napoli, della Casertana, ma soprattutto della SPAL, con la quale Nocera aveva quasi raggiunto un accordo. A 5 milioni arriva anche l'attaccante Marcello Panattoni dal Rapallo (con i "ruentini" ha siglato 25 reti in 30 partite), dopo averlo strappato alla concorrenza di Juventus e Bologna, e successivamente l'attacco fu ulteriormente ritoccato, grazie ad altri acquisti tra i quali quelli di Cesare Peruzzi e Giampiero Merlo dal Chieti. La difesa venne rafforzata solo con l'acquisto di Luigi Despase dal Campobasso. Vennero ceduti in prestito al Chieti Alberto Allegretti ed il giovane Vincenzo Faleo, inoltre La Forgia abbandonò i rossoneri, per accasarsi al Molfetta. Con 15 milioni, il presidente Piccapane era riuscito ad effettuare una campagna acquisti in grado di puntare alla promozione in serie B.
L'esordio in campionato è a Caserta contro la Casertana, e l'allenatore Costagliola è dubbioso al riguardo di Nocera. Alla fine Nocera venne schierato, e risolse la partita con una doppietta, firmando la prima vittoria stagionale per 2-1. Grazie a Merlo arriva anche la vittoria contro il Cosenza, ma la giornata successiva, i rossoneri perdono di misura (2-1) in trasferta contro il Barletta, fallendo due calci di rigore. Il Foggia continua a convincere, fin quando allo Zaccheria arriva il Siracusa, allenata da Oronzo Pugliese, che negli anni a seguire diverrà una leggenda rossonera. I siciliani hanno ottenuto grandi vittorie in trasferta, e infatti vincono anche a Foggia, dopo essere stati per 49' piegati da un gol di Nocera.
Per Costagliola c'è ancora bisogno di perfezionarsi, ed acquista dal Venezia l'ala Francesco Patino.
Frattanto i "satanelli" si distinsero per le loro iniziative umanitarie, infatti donarono 50.000 lire al simbolo del Foggia degli anni '40, Giovanni Bratta, affetto da una malattia causata dal calcio, che purtroppo morirà il 14 settembre, e disputarono verso la fine di novembre un'amichevole con la Roma, dove l'incasso venne devoluto per la costruzione della Casa Sollievo della Sofferenza di San Giovanni Rotondo.
I rossoneri continuano a brillare, fin quando alla quattordicesima giornata ad Agrigento contro l'Akragas, vincono e si portano in testa alla classifica.

Festeggiamenti per la promozione in serie B

Tuttavia, la giornata successiva il Foggia perde 3-0 in trasferta contro il Trapani, consentendo al Cosenza di agganciare i dauni. Il Foggia arriva al girone di ritorno reduce da due vittorie contro Chieti (2-0) e Crotone (1-0 sul campo, ma 2-0 a tavolino), e, dopo aver battuto la Casertana per 2-1 si arriva allo scontro diretto con il Cosenza, che finisce in parità, e con questo pareggio i rossoneri possono continuare ad allontanarsi dalle inseguitrici. Il Foggia sembra destinato alla promozione, anche se rimediò qualche sconfitta, come le due consecutive in Sicilia, contro Marsala e Siracusa. Dopo questi sbandamenti il Foggia torna con una grande vittoria sul Teramo per 3-0, che permette di allungare sul Cosenza, caduto sul campo dell'Avellino.
Intanto, l'acquisto di Nocera, sembra essere più che azzeccato, infatti firma ancora un'altra doppietta, contro l'Avellino, lasciando il Marsala e il Cosenza a tre punti di differenza. Dopo altre vittorie, arriva il derby esterno col Lecce, che il Foggia perde 3-2, ma il distacco dal Marsala rimane invariato, a causa della sconfitta di quest'ultima a Crotone. La tensione si fa sentire anche nel match successivo, dove i pugliesi in casa, pareggiano 1-1 contro l'Akragas, in un match dominato dai rossoneri, che però, verso la fine, rischiano addirittura di perdere la gara. Successivamente, dopo aver battuto il Trapani, il Foggia cade a Chieti, ma la diretta concorrente per la promozione, il Marsala, non sfrutta l'occasione, perdendo nel derby esterno a Trapani. Il Foggia, con due punti di vantaggio, gioca l'ultima partita allo Zaccheria contro il Crotone, e, grazie al gol del capitano Antonio Stornaiuolo, vince e festeggia la promozione in serie B, dopo tredici anni.
Il campionato del Foggia del presidente Armando Piccapane, dell'allenatore Nardino Costagliola e del nuovo pilastro dei rossoneri, Cosimo Nocera, fu vinto alla grande.

Gli acquisti rossoneri Bertuolo, Diamantini, Odling, Bartoli, Orlandi e Longo

Per l'annata 1960-1961 il Foggia rifiuta offerte importanti come quella di 30 milioni per Nocera e 15 milioni per Despase dal Bologna o quella di Rinaldi, conteso da Cosenza, Marsala, Pescara e Taranto. Un contributo economico fu dato dal Consiglio Provinciale, che firma la fideiussione per iscrivere al campionato la società rossonera, ed inoltre promise un contributo mensile.
Tra gli acquisti si segnalano quelli di Giorgio Longo, mezzala con 18 gol nell'ultima stagione prelevata dal Maglie, dal Barletta arriva il terzino Angelo Bertuolo, in cambio di Buonpensiero e Peruzzi, mentre dall'Udinese viene comprato per 13 milioni il centromediano Giorgio Odling, ed infine dalla Fiorentina per 12 milioni è stato acquistato il terzino Giampiero Bartoli. Inoltre arrivarono dal Fano, Franco Diamantini e dalla Maceratese, Carlo Orlandi, entrambi mediani. Oltre a Buonpensiero e Peruzzi, al Barletta viene ceduto Alberto Allegretti, ed all'Avellino tornano Elio Grappone e Vincenzo Pulcinella. In Coppa Italia il Foggia arrivò al secondo turno, dopo aver vinto a Catanzaro per 1-0 dopo i supplementari, venne eliminato dal Bari. L'inizio del campionato non è brillante, infatti, complice la momentanea assenza di Nocera, partito per il servizio militare, il Foggia nelle prime otto partite rimane penultimo ottenendo solo 5 punti, mentre la prima vittoria arriva solo a novembre per 1-0, con un gol di Nocera alla Reggiana. Per il mercato di riparazione arriva dalla Roma l'ala Manlio Compagno. Tuttavia il Foggia è in un momento di crisi, ed il presidente Piccapane, assieme al consiglio d'amministrazione, si dimettono; ma la decisione sarà solamente momentanea, infatti la decisione venne revocata dopo poco tempo. Inoltre arrivano sempre dalla Roma il mediano Maurizio Thermes e dal Verona la mezzala Piero Fiorindi, mentre Panattoni tornò al Rapallo, ma solo in prestito. La situazione non cambia, e dopo la sconfitta esterna per 3-0 contro il Marzotto Valdagno, Piccapane affianca a Costagliola Paolo Tabanelli, ma dopo pochissimo tempo Costagliola lascia interamente il suo posto a Tabanelli. Subito arriva la prima vittoria della gestione Tabanelli contro il Catanzaro, ma il 5 febbraio allo Zaccheria il Foggia gioca col Venezia, dopo aver concesso due rigori ai veneti e ad un quarto d'ora dalla fine le due squadre sono in parità per 1-1, quando l'arbitro Cirone convalida un gol del veneziano Raffin viziato da tocco di mano, ed i tifosi del Foggia, arrabbiati, cercano di aggredire il direttore di gara. Immediatamente la partita viene vinta dal Venezia 2-0 a tavolino, lo Zaccheria viene squalificato per tre giornate, e dopo una sconfitta a Monza il Foggia sprofonda all'ultimo posto. Anche se ottiene una vittoria sul neutro di Caserta contro l'Alessandria, ed in trasferta riesce a strappare un punto al Mantova capolista, il 21 marzo, alcuni giorni dopo la sconfitta in trasferta contro la Sambenedettese, Tabanelli dà le sue dimissioni. Torna come allenatore Costagliola, ma le giornate rimaste sono troppo poche per cercare di salvarsi, e nonostante una vittoria per 2-1 sul campo neutro di Napoli contro la nuova capolista, il Messina, i rossoneri retrocessero nuovamente in serie C.
Il campionato in cadetteria durò appena un anno. Come si era visto negli anni precedenti, il Foggia non riusciva ad affermarsi nella serie cadetta. Infatti, ogni volta che il Foggia veniva promosso, l'anno dopo veniva retrocesso, ad eccezione delle stagioni 1934-1935 e 1935-1936, le uniche due consecutive in B.

Nocera, bomber del Foggia

La stagione 1961-1962 incominciò con una notizia incredibile: Nocera è ad un passo dal Napoli, che ha offerto 30 milioni, tuttavia la trattativa si bloccò anche grazie al nuovo allenatore del Foggia Oronzo Pugliese. Un'altra pessima notizia arriva dalla riunione di fine luglio: Piccapane si presenta dimissionario, ed inoltre si chiede un aumento dei contributi comunali per gli stipendi dei giocatori rossoneri, ed una proroga in Lega per l'iscrizione. Il Foggia è attivo nelle Marche: dal Del Duca Ascoli arrivano la mezzala Antonio Santopadre e il mediano Antonio Ghedini, dalla Vis Pesaro viene preso il portiere Gastone Ballarini, e dall'Arezzo vengono prelevati la mezzala Franco Danova e l'ala Vittorio Morelli. Antonio Stornaiuolo, dopo sette anni in rossonero, decide di andarsene e di accasarsi all'Avellino, e Giampiero Merlo finisce alla Reggiana. Intanto il 16 luglio muore a 70 anni il segretario del Foggia, Medardo D'Angiò, dalla stagione 1925-1926 membro della società rossonera, e verrà sostituito da Osvaldo Iannantuoni, anch'egli già membro del Foggia, ed allenatore per un brevissimo periodo nella stagione 1958-1959. La stagione inizia con una vittoria schiacciante per 3-0 sulla Reggina, ridotta in 7 uomini per 3 espulsioni ed 1 infortunio, successivamente pareggia in trasferta contro il Trapani, e poi ad Agrigento, viene sconfitto dall'Akragas.
I rossoneri si rifanno subito, ed il 15 ottobre battono la Tevere Roma, capolista a punteggio pieno, e dopo essere arrivati al secondo posto, vincono nel derby esterno col Barletta.
Nel seguente derby allo Zaccheria contro il Taranto, la squadra ha l'opportunità di diventare capolista, ma dopo il rigore fallito da Despase, la partita termina 0-0.
Intanto, il 4 novembre la squadra venne affidata all'imprenditore di Castellammare di Stabia, Domenico Rosa Rosa, industriale del legno.

L'ala Francesco "Ciccio" Patino, sorpresa dei rossoneri.

L'aggancio arriva qualche settimana più tardi, il 12 novembre con la vittoria sul Chieti. La rosa venne potenziata ulteriormente con gli acquisti dell'attaccante Giampiero Turci dalla Cremonese, e del terzino Roberto Corradi dal Milan. Il 19 novembre i rossoneri vincono in trasferta col Pescara e diventano primi, e dopo alcune giornate, il divario dall'inseguitrice Salernitana si allunga a 3 punti, grazie al pareggio di quest'ultima con il Marsala. Tuttavia, il Foggia subì dapprima una sconfitta a Siracusa, e successivamente una a Lecce, e le inseguitrici divennero 4: Akragas, Lecce, Salernitana e Taranto.

Oronzo Pugliese.

Più tardi, il 14 gennaio, il Foggia vinse un altro derby esterno, con il Bisceglie, laureandosi campione d'inverno. La prima partita del girone di ritorno è una sconfitta a Reggio Calabria, che porta i giallorossi del Lecce ad una sola lunghezza dal Foggia, che si trova in un particolare momento di disagio, aumentato anche con la sconfitta a Roma con la Tevere. Si arriva all'11 marzo, che è una delle gare più importanti della stagione, il Foggia allo Zaccheria affronta la Salernitana, e dopo essere stati in vantaggio di due gol, i rossoneri si fanno rimontare, ma grazie ad un gol nel finale di Santopadre, riescono a trovare un'importante vittoria. Una settimana dopo il Foggia ritornò alla sconfitta, contro il Chieti penultimo, ed il Lecce agguantò in cima la capolista Foggia. Dopo questo avvenimento i rossoneri, spinti dall'orgoglio, non delusero più, tornando a vincere con il Pescara, allenato dall'ex allenatore foggiano, Costagliola, che riportò il Foggia capolista solitario a due punti dalle altre squadre.
Un'ultima battuta d'arresto avvenne con la sconfitta in trasferta con il Potenza, diretta concorrente per la promozione, che si portò a 2 punti dai rossoneri, mentre il Lecce ne approfittò, agganciando il Foggia. Approfittando delle due partite casalinghe consecutive contro Marsala e Siracusa, il Foggia tornò con due punti di vantaggio dal Lecce, prima dello scontro diretto allo Zaccheria. Allo Zaccheria però il Foggia viene battuto per 2-1, a due partite dal termine. Dopo quest'ultima sconfitta, il Foggia sconfisse con facilità il Bisceglie, mentre il Lecce pareggiò 1-1 con il Potenza, e il 3 giugno a Benevento con il San Vito, il Foggia vinse 2-1 con i gol di Nocera e Rinaldi, firmando così il ritorno in serie B.
Prima dell'inizio della stagione 1962-1963, ci furono varie polemiche da parte dei tifosi, non convinti della squadra.

Paolo Lazzotti

Nonostante le polemiche, il Foggia fece una campagna acquisti degna di nota: per la difesa arrivarono dalla SPAL Ambrogio Valadè ed Antonio Bettoni, il primo terzino, il secondo libero; ma il centrocampo fu il reparto più rafforzato con gli acquisti di Roberto Oltramari (prestito con diritto di riscatto) ala proveniente dal Rimini, Paolo Lazzotti dalla Fiorentina, e Cataldo Gambino dalla Salernitana e pagato 33 milioni. La prima competizione da giocare è la Coppa Italia, il primo turno venne superato facilmente con una vittoria secca per 3-0 ai danni del Modena, mentre il secondo turno vide allo Zaccheria, per la prima volta nella storia la Juventus, che vinse 2-0 grazie a due autogol di Odling. Il campionato inizia con qualche difficoltà, infatti l'esordio è un pareggio casalingo per 2-2 con il Lecco, e la giornata successiva i rossoneri vennero sconfitti per 4-2 a Padova. La prima vittoria, per 1-0, arriva alla terza giornata grazie ad un gol di Nocera che stese il Brescia, aprendo un ciclo di sei vittorie consecutive, di cui la più importante fu quella a Udine, dove i "satanelli" vinsero 7-2, con Nocera ed Oltramari autori di due triplette, e con l'Udinese che schierò tra i pali il futuro portiere campione del mondo Dino Zoff. Il Foggia, di ritorno dal Friuli, è sommerso dai tifosi, orgogliosi della vittoria, ed il maestro Ottavio De Stefano compose l'inno rossonero, chiamato Forza Foggia cha-cha-cha. Tuttavia tra i piani di Pugliese avvenne un rallentamento, causato dalla sconfitta esterna per 4-1 con la Lazio, e chiuse il girone d'andata al terzo posto con 23 punti. Il girone di ritorno non fu bello quanto il primo, ma, anche a causa dei grandi cammini di Bari, Messina e Lazio, che verranno promosse, il Foggia riuscì a classificarsi solamente al quinto posto con 43 punti, rimandando l'appuntamento con la massima serie.
Il titolo di capocannoniere, con 24 gol, fu vinto da Cosimo Nocera. Nel complesso la società rossonera aveva i conti in regola per guadagnarsi un posto nel campionato massimo italiano.

#### Con Rosa Rosa e Pugliese, il Foggia conquista la A

##### La promozione in massima serie
Storica fu la stagione 1963-1964, in cui il Foggia di Rosa Rosa e Oronzo Pugliese riuscì a conquistare, per la prima volta, la Serie A.
La squadra non venne cambiata moltissimo, infatti l'unico acquisto importante fu quello del portiere Giuseppe Moschioni, che sostituì Biondani, finito al Rimini, ed inoltre Roberto Oltramari venne definitivamente riscattato.
L'inizio campionato non ha lasciato presagire nulla di buono, dopo una vittoria non convincente con il Cosenza come esordio, i rossoneri vennero sconfitti due volte di fila in trasferta, con il Cagliari e con il Padova, sconfitte che però vennero seguite da due vittorie interne con Lecco e Prato.

La festa dei "satanelli" per la promozione in A.

A questo punto il Foggia gioca a Catanzaro, ma viene sconfitta dai giallorossi per 1-0, in una partita che lascia molti dubbi sulla nuova squadra gestita da Pugliese.
Quella fu una delle ultime sconfitte di quella stagione, infatti da lì i rossoneri rimasero imbattuti per ventiquattro partite, dal 3 novembre 1963, ovvero dal pareggio interno con il Parma, al 3 maggio 1964, quando i rossoneri vennero sconfitti a Napoli per 3-0. Nella serie positiva il Foggia non concesse nulla alle sue dirette concorrenti, come il Varese, conquistando 34 punti (10 vittorie e 14 pareggi), ed uguagliando il record d'imbattibilità raggiunto negli anni '40 dal Grande Torino. Dopo la sconfitta in Campania, il Foggia ottiene allo Zaccheria un pareggio con la Triestina, ed una vittoria per 1-0 con l'Udinese con un gol di Lazzotti. Il Foggia, a cinque giornate dal termine, è a 43 punti, e per la promozione matematica deve ottenere altri 3 punti, di cui uno arriva nel pareggio esterno con il Potenza, e gli altri due vengono incassati nella vittoria per 4-1 con la Pro Patria, dove la bandiera rossonera, Nocera, sfodera una tripletta. Le restanti partite non furono molto combattute dai rossoneri, infatti ad Alessandria ed a Varese, con i lombardi già promossi in A, il Foggia venne sconfitto, mentre nel frattempo il Padova, che mirava al quarto posto, perse in casa, staccandosi ulteriormente dal Foggia. Fu inutile ai fini della classifica l'ultima partita allo Zaccheria con il Venezia, il Foggia venne sconfitto, ma sugli spalti c'è comunque festa, per il terzo posto a 46 punti, che è valso la promozione in massima serie, dopo 44 anni.
In Coppa Italia il cammino dei "satanelli" terminò ad aprile, dopo le vittoria interna con il Catania nei sedicesimi, e quella esterna con il Catanzaro negli ottavi, i rossoneri vennero eliminati nei quarti in casa con la Roma.
Un'ulteriore manifestazione del grande cammino rossonero avvenne verso l'inizio dell'estate, dopo aver guadagnato la promozione in A; infatti il Foggia conquistò la Coppa delle Alpi-Bis, una competizione destinata alle squadre classificatesi terze nei campionati di seconda divisione italiana e svizzera, battendo il Thun sia il 28 giugno allo Zaccheria per 8-1, che il 4 luglio in Svizzera per 4-3, mettendo in bacheca il primo trofeo della storia rossonera.
Il 31 gennaio 1965 il Foggia batte a sorpresa l'Inter euromondiale di Herrera, da alcuni giorni detentrice della Coppa Intercontinentale e campione d'Europa e d'Italia in carica. Una gara tatticamente perfetta quella del "Mago di Turi" Oronzo Pugliese che vinse nella stessa stagione il Seminatore d'Oro, ambizioso riconoscimento per gli allenatori. Tutto si svolge nel secondo tempo con il Foggia che apre le marcature in apertura grazie a Lazzotti, Qualche minuto dopo è Nocera a far tremare le inferriate delle tribune del vecchio Stadio Pino Zaccheria. L'Inter riacciuffa il pareggio grazie a Peirò e Suarez ma è ancora Cosimo Vittorio Nocera al trentatreesimo a scrivere il capitolo finale di questo fantastico romanzo della storia rossonera.

##### La Serie A

Herrera incontra Padre Pio, che pronosticò la vittoria del Foggia contro l'Inter, ma la conquista dello scudetto dei nerazzurri

Promosso, il Foggia riuscì a disputare 3 campionati consecutivi nella massima serie.
Un altro riconoscimento importante per la promozione in A, il seminatore d'oro, venne dato all'allenatore Pugliese.
Per la stagione 1964-1965, il Foggia potenziò soprattutto la difesa, comprando il terzino Romano Micelli dal Catanzaro e il libero Vasco Tagliavini dall'Udinese, ed il centrocampo, acquistando dalla SPAL il mediano Dante Micheli, prelevando dall'Inter l'ala Armanno Favalli (ma giocò l'ultima stagione a Brescia) e la mezzala Renzo Brotini, ed inoltre dal Verona venne presa un'altra mezzala, Giorgio Maioli.
Per l'esordio in serie A, lo Zaccheria venne ampliato a 25.000 posti, realizzando due nuove curce ed eliminando la pista di atletica.
Il debutto è a Firenze, ma non è dei migliori, con la Fiorentina dello svedese Kurt Hamrin il Foggia venne sconfitto 3-1, portandosi a quattro minuti dall'inizio in vantaggio con Matteo Rinaldi, primo goleador del Foggia in serie A, e facendosi rimontare con un gol di Hamrin, ed una doppietta di Alberto Orlando, capocannoniere in quella stagione.

Una delle ultime immagini di Armanno Favalli prima della sua morte

La partita successiva era contro l'Inter, che quattro giorni più tardi avrebbe dovuto giocare il ritorno della finale di coppa Intercontinentale, e venne vinta dalla milanese per 2-0. La prima vittoria per la formazione di Capitanata arriva una settimana dopo, con il Mantova, con una rete di Francesco Patino, in una partita dove esordisce Vincenzo Faleo, primo foggiano a giocare in serie A, con la squadra della sua città. Il Foggia ottiene cinque risultati utili di fila, ottenendo sette punti, e successivamente continuerà a rimanere in una posizione stabile, fino ad arrivare nella partita casalinga contro l'Inter campione del mondo di Helenio Herrera. La partita si disputa il 31 gennaio, lo stadio è colmo, ottenendo un incasso di 32 milioni, e, dopo un primo tempo a reti bianche, nel secondo il Foggia riuscì a trionfare per 3-2.
Nocera e Micelli vennero convocati in nazionale azzurra, nella partita del 1º maggio contro il Galles, dove Nocera riuscì anche a siglare il gol del definitivo 4-1 per l'Italia.
Più tardi il Foggia ottenne un'altra grande vittoria, allo Zaccheria contro la Juventus, vinta grazie ad una rete di Maioli, prima di concludere il campionato con il pareggio casalingo con la Sampdoria, e con la sconfitta esterna con la Roma, arrivando al nono posto in classifica con 31 punti.
L'incasso totale dell'intera annata fu incredibile, vennero guadagnati più di 287 milioni di lire.
Questo clima di festa però, venne interrotto da una sconvolgente notizia, Armanno Favalli morì in un incidente stradale, mentre tornava nella sua cittadina natale, Cremona. Tra l'altro Favalli aveva quasi raggiunto un accordo con la Juventus, mancava solamente la firma sul contratto.

Egizio Rubino, il nuovo allenatore del Foggia.

Prima dell'inizio del campionato 1965-1966 Pugliese lascia, va alla Roma. Al suo posto arriva suo cognato Egizio Rubino, che l'ultima stagione era arrivato quinto in serie B con il Potenza di Silvino Bercellino.
La squadra non verrà cambiata molto, ma l'unica cessione di peso è quella di Micelli, comprato dal Bologna per 100 milioni più il cartellino di un altro terzino, Bruno Capra, che non sarà molto impiegato per via di un grave infortunio. Per sostituire Armanno Favalli, prematuramente scomparso, il presidente dell'Inter Angelo Moratti fece un grande gesto di generosità nei confronti dei rossoneri, vendendo al Foggia il fratello di Armanno, Erminio Favalli per la piccola cifra di 25 milioni, rinunciando ai 60 offerti dall'Alessandria. Inoltre il Foggia perfezionò anche l'acquisto del mediano Romeo Benetti, ma all'ultimo momento Rosa Rosa non volle comprarlo perché Benetti doveva partire per il servizio di leva, lasciandolo al Taranto, che promise che l'anno successivo sarebbe arrivato finalmente tra le file dei rossoneri. Tuttavia, la stagione successiva questo accordo non venne rispettato dagli ionici, che poi lo vendettero al Palermo. Inoltre ad agosto, verso l'inizio del campionato Micheli e Maioli vennero deferiti dalla Lega per il mancato accordo economico con la società, infatti fecero richiesta di uno stipendio maggiore rispetto al normale. Tuttavia i due giocatori, dopo l'ultimatum di Rosa Rosa, per poter continuare a giocare, si arresero e diedero ragione alla società, chiedendo uno stipendio normale.

Il centrocampista Dante Micheli.

In Coppa Italia il Foggia viene subito eliminato al primo turno, dove il Foggia pareggia 0-0 in trasferta con il Potenza, che però vinse il sorteggio.
L'esordio in campionato fu a Torino con la Juventus, dove i rossoneri vennero sconfitti 1-0, in una partita rimasta nella storia, infatti per la prima volta nel campionato avviene una sostituzione durante la partita, e a causa dell'infortunio del portiere Moschioni, Rubino è costretto a mettere in campo Gastone Ballarini. Un'altra sconfitta arriva ad un quarto d'ora dalla fine nella trasferta successiva, con il Milan, che riesce a vincere con un gol di Angelo Benedicto Sormani. L'esordio allo Zaccheria, a cui è stato appena sostituito il manto erboso, è contro il Bologna, unica antagonista nella lotta scudetto con l'Inter, ed il Foggia riesce a vincere 2-0 con un gol dell'ex Capra ed un altro di Lazzotti. La vittoria con il Bologna sarà una delle poche soddisfazioni della stagione, anche se sono da registrare la vittoria di febbraio con la Sampdoria per 3-0 e quella di maggio con la Roma per 1-0 dell'ex Pugliese. Proprio Pugliese, fu protagonista di un grande gesto, infatti all'andata all'Olimpico, colto dall'emozione si diresse verso la panchina del Foggia anziché quella della Roma, ed il pubblico rossonero lo accolse con un grande applauso.
Il Foggia perse molti punti in trasferta, mentre in casa si rivelò un fortino inespugnabile, saranno soltanto 5 i gol subiti allo Zaccheria dalla compagine rossonera, in un record che ancora oggi è mantenuto, seppur sia stato eguagliato dalla Juventus e dal Cagliari.
Le delusioni ottenute in questa stagione furono dovute al calo di Nocera, che in 23 partite segna soltanto 4 gol, e che, dopo 132 gare consecutive disputate, saltò per infortunio la partita contro il Catania.
I rossoneri terminarono il loro campionato al dodicesimo posto, insieme all'Atalanta ed alla Lazio.
Ed il Foggia, pur con qualche difficoltà in più, centrò la seconda salvezza della sua storia.
Dopo il termine del campionato il Foggia partecipò alla Coppa Rappan, ma venne eliminata nel terzo gruppo, dove militava insieme al Go Ahead Eagles (poi vincitrice del girone), Tilleur e Sion, perdendo solamente nelle due gare con il Deventer, e vincendo le restanti. In questo torneo Roberto Oltramari si espresse bene, siglando cinque gol, ed assieme ai due fatti in campionato, divenne il miglior marcatore del Foggia nella stagione 1965-1966.

Ambrogio Valadè.

Nel campionato 1966-1967, però, il Foggia retrocede in un torneo che è da dimenticare per i tifosi rossoneri.
Erminio Favalli venne ceduto alla Juventus, in cambio di 70 milioni e del centravanti Vincenzo Traspedini, che rimarrà l'unico arrivo nella campagna acquisti estiva.
In Coppa Italia il Foggia esce al secondo turno, dopo aver passato il primo, con la vittoria esterna sul Catanzaro, i rossoneri verranno sconfitti ed eliminati allo Zaccheria a novembre dal Vicenza.
In campionato inizia male, il Foggia viene sconfitto in casa dall'Inter per 4-0.
Tre giorni dopo la sconfitta con l'Inter, il 21 settembre, don Mimì Rosa Rosa se ne va, dopo aver regalato a Foggia ed ai tifosi foggiani un periodo strepitoso, ed al suo posto viene chiamato alla carica di commissario reggente Vincenzo Micucci.
Il cambio di presidenza non favorì per niente la squadra, che a Bologna venne sconfitto 5-0, e la giornata successiva subì un'ulteriore sconfitta a Vicenza, rimanendo ultimo in classifica a 0 punti.

Formazione del Foggia nella stagione 1966-1967

Il primo punto della stagione arriva nel pareggio interno con il Cagliari, seguito da una vittoria contro il Venezia, ma furono soltanto degli episodi.
Infatti il Foggia nelle partite seguenti continuò a deludere, fino ad arrivare al 4 dicembre, dove il Foggia subì una sconfitta esterna con il Lecco, e Rubino, venne sostituito da Luigi Bonizzoni, dopo un rifiuto da parte di Nils Liedholm.
Dopo 10 giornate ha collezionato solo tre punti subendo 24 gol e siglandone solamente 6.
Con l'esordio di Bonizzoni il Foggia sembra svegliarsi grazie alla vittoria sul Mantova, ma il cammino non fu continuativo, e terminò il girone d'andata ad 8 punti. Nel girone di ritorno, dopo la sconfitta col Milan, data a tavolino per una bottiglietta che colpì Amarildo, il Foggia ottenne una fila di otto risultati utili consecutivi, partita dalla vittoria sul campo della Fiorentina grazie ad un gol di Traspedini. A due giornate dalla fine il Foggia incontra allo stadio Olimpico la Lazio, in uno spareggio salvezza, dove però a spuntarla sono i biancocelesti che vincono 2-1, e spediscono il Foggia in serie B, ed a nulla servirà l'ultima vittoria ottenuta allo Zaccheria sull'Atalanta.
Il Foggia terminò il campionato con 24 punti al sedicesimo posto, ma grande fu l'amarezza dei tifosi per la disastrosa partenza, riparata con troppo ritardo.
Solo dopo tre anni il Foggia riuscirà ad essere promosso.

## Tra Serie B e Serie A

### La lotta per la promozione e la finale di Coppa Italia con la coppia Fesce-Maestrelli

Pirazzini, appena esordiente con la maglia rossonera

La stagione 1967-1968 fu quella di una squadra di grandi campioni come Giorgio Maioli, Cosimo Nocera, Ambrogio Valadè e di promesse come il centrocampista Giuseppe Pavone, arrivato dalla Panetti Barletta e il difensore Giovanni Pirazzini, preso dal Ravenna. Oltre ai due giovani arrivarono il centrocampista Giampiero Dalle Vedove dall'Alessandria, e dalla Massese gli attaccanti Claudio Montepagani e Roberto Rolla, mentre sfuma l'acquisto del futuro capocannoniere della serie A e campione d'Italia Giorgio Chinaglia, sempre dalla società toscana; mentre la cessione più importante è quella di Ballarini al Ravenna.

Maestrelli esulta per la promozione in A del Foggia.

In Coppa Italia il Foggia non superò neanche il primo turno, perdendo sul neutro di Reggio Calabria 1-0 con il Palermo.
L'inizio non fu tra i migliori, il Foggia in nove giornate colleziona soltanto 5 punti. Intanto, il 6 ottobre il presidente diventa il commendatore Antonio Fesce. Il 12 novembre arriva la partita esterna con il Venezia, ma, indipendentemente dal risultato, il destino dell'allenatore Bonazzoni è già scritto, dovrà abbandonare il Foggia. Il Foggia vince 1-0 con un gol di Oltramari, ed a Mestre, il presidente Fesce, per comunicare l'esonero di Bonizzoni in maniera raffinata, gli disse di avergli affiancato il direttore tecnico Serafino Montanari, che ovviamente, dopo l'indiscutibile rifiuto di Bonizzoni per questa collaborazione, divenne l'allenatore. Montanari rivoluzionò la squadra, seguendo il movimento totale di Herrera, affidò a Pirazzini il ruolo di libero, fece tornare a giocare Gambino, e sostituì l'"anziano" Nocera con Rolla. Inoltre, durante il suo periodo vennero acquistate le mezzali Francesco Carrera dal Potenza e Luciano Zanardello dal Treviso. Con questi cambi il Foggia, dopo la vittoria in Veneto, conquistò quindici risultati utili di fila, realizzando 22 punti, diventando una delle candidate principali per la promozione in A. Il 10 marzo allo Zaccheria il Foggia affronta la Reggiana, ma arriva un'inattesa sconfitta, dopo che i rossoneri si erano portati in vantaggio con Rolla, ma che poi sono stati agguantati grazie ad un gol di Fanello, ed infine all'88º minuto Del Fabbro firmò la sconfitta per i pugliesi. Per la promozione il Foggia punta all'ultima piazza disponibile, il terzo posto, ma deve lottare con il Bari. Alla fine per il Foggia risulteranno fatali le sconfitte esterne di fila con Pisa e Messina, ed a causa di un'ulteriore sconfitta alla penultima giornata contro la Lazio rinunciò così alla promozione per un solo punto. L'ultima giornata vede la vittoria inutile ai fini della classifica, del Foggia sulla capolista Palermo, nella gara in cui esordisce Pavone, definito il "nuovo Mazzola" dall'ex allenatore rossonero, Bonizzoni.
Il Foggia si classifica al quarto posto insieme al Bari con 47 punti. La maggior parte dei gol fatti dal Foggia (17 su 40) erano di Vincenzo Traspedini, vice-capocannoniere del torneo.

Il dirigente Armando Russo, il presidente Antonio Fesce e l'allenatore Tommaso Maestrelli.

Il campionato 1968-1969 fu quella dell'apertura di un nuovo ciclo, quello del presidente Antonio Fesce e del nuovo allenatore Tommaso Maestrelli, che successivamente sarebbe diventato uno dei migliori allenatori in circolazione, conquistando uno scudetto con la Lazio.
Oltre ai loro membri storici, il Foggia fu rinnovato con una serie di innesti, come quello del portiere Raffaele Trentini, proveniente dal Frosinone, dove l'ultima stagione è rimasto imbattuto per 1208 minuti, quello del terzino Eugenio Fumagalli, preso dal Novara, seguiti dall'acquisto dello stopper Orio Luciano Teneggi dal Catania, di Pietro Camozzi, potente mediano prelevato dal Modena, della duttile mezzala Paolo Garzelli, acquistata dal Livorno e degli attaccanti Paolo Nuti, centravanti proveniente dal Verona e Nello Saltutti, ala presa dal Lecco. La maggior parte degli acquisti sono serviti per sostituire i giocatori che sono stati ceduti, come Oltramari e Traspedini.
Gli acquisti sono azzeccati, infatti soprattutto grazie a loro il Foggia riesce a vincere il IV girone della Coppa Italia, eliminando Bari, Fiorentina (che quell'anno divenne campione d'Italia) e Pisa, e qualificandosi ai quarti di finale contro il Napoli. Con Maestrelli si utilizza un antenato del 4-3-3, con la variante di Pirazzini, che da centrale durante il gioco cambia ruolo diventando libero.
In campionato il Foggia inizia bene, nelle prime nove giornate rimane imbattuto e conquista 12 punti subendo una sola rete, mentre la prima sconfitta arriva in casa contro il Lecco. La promozione è un sogno che viene seguito dai rossoneri anche grazie alle vittorie sul Livorno e sul Monza, ma non appena il Foggia perde in trasferta contro la Reggina la corsa verso il primo posto viene stroncata, ed i "satanelli" chiusero il girone d'andata a 22 punti. Intanto il Foggia supera anche i quarti di finale, qualificandosi al girone finale, battendo in entrambi i confronti il Napoli, vincendo 2-1 allo Zaccheria grazie ai gol di Fumagalli e Nocera, e 2-0 al San Paolo dove Nuti sfodera una doppietta.
In campionato il Foggia non continua a giocare come prima, in sei partite il Foggia subisce quattro sconfitte, lasciando da parte il campionato e concentrandosi solamente sulla coppa Italia. La prima partita del girone finale si gioca in trasferta contro il Torino. Il Foggia sfiora il colpaccio, quando fino al 60' era in vantaggio per 2-0, ma si fece rimontare, pareggiando 2-2.

La rosa del Foggia per la stagione 68-69.

La domenica seguente il Foggia affrontò nel derby d'Apulia il Bari, trionfando con un secco 4-0, ma sarà l'unica vittoria degna di nota del campionato, dato che i rossoneri si concentreranno solamente sulla Coppa Italia. In coppa il Foggia incontra allo Zaccheria il Cagliari, e, dopo essere stati in vantaggio, vengono raggiunti da un gol di Riva all'86'. L'anno dopo i sardi, contando soprattutto su Gigi Riva, sarebbero diventati campione d'Italia. All'Olimpico il Foggia incontra la Roma, che però vince con un netto 3-0, insidiandosi in testa al girone assieme al Cagliari. Intanto il campionato venne definitivamente chiuso all'ottavo posto a pari punti con il Perugia, con un pareggio sul neutro di Taranto contro il Catanzaro, dove Nocera sigla il suo ultimo gol con la maglia rossonera. Così il Foggia tenta di tutto per arrivare primo nel girone, affrontando il Torino in casa, ma riesce solamente a pareggiare per 2-2. All'Amsicora di Cagliari i rossoneri, dopo aver pareggiato con Camozzi ed essere passati in vantaggio con Rolla, vengono raggiunti da Boninsegna, ma a tre minuti dalla fine il Foggia si porta a casa la vittoria con un gol di Saltutti. L'esito della coppa dipende dall'ultimo match del 29 giugno con la Roma allo Zaccheria, che però vince 3-1 grazie a una doppietta di Fabio Capello e un gol di Joaquín Peiró, mentre per il Foggia ad accorciare le distanze ci pensò Saltutti, ma troppo tardi per ribaltare il risultato. Così in virtù di questo successo la Roma conquista la coppa Italia con 9 punti, mentre il Foggia rimase fermo a 5.
Dopo una grande cavalcata, si fece conoscere anche la formazione "primavera", guidata da Giuseppe Pozzo, già giocatore del Foggia e allenatore in seconda, che arrivò in finale a Salsomaggiore, perdendola col Brescia.

Foggia-Livorno 3-1: la panchina rossonera

La stagione 1969-1970 fu importante per il Foggia, poiché fu quella della seconda promozione in massima serie.
Il Foggia rinnovò la formazione arrivata in finale di Coppa Italia, con una serie di acquisti importanti come Alberto Bigon, Mauro Colla, Giuseppe Fusi, Franco Pezzato e Luciano Re Cecconi; mentre cedette Gambino al Barletta, Pavone in prestito al Torino e Nocera alla Massiminiana.
In Coppa Italia il Foggia vince il girone 7, e per qualificarsi ai quarti è costretta a disputare uno spareggio con la Juventus, che perde sul neutro di Roma per 2-1.
In campionato il Foggia parte bene, nelle prime sei gare conquista 11 punti, pareggiando solamente con il Pisa. Da sottolineare la grande prova dei rossoneri, che, in 10 uomini per l'espulsione di Pirazzini al Ferraris riuscirono a vincere con una doppietta di Bigon. La prima sconfitta arriva alla settima giornata, in Emilia-Romagna contro il Modena, ma fu solamente un piccolo episodio, infatti il Foggia continuò a brillare, conquistando altri 11 punti in sette gare, proiettandoli in testa alla classifica. In questo periodo il Foggia riuscì a fare un record: in 14 gare i rossoneri fecero propri 22 punti, uno in più del Casale di Enrico Migliavacca.
Fatto il record, il Foggia nel finale del girone d'andata subì un calo, quando mise insieme soltanto 2 punti in 5 gare, perdendo con il Mantova e con il Varese, ed infine a Livorno il Foggia rimediò un'altra sconfitta, perdendo il primo posto, conquistato dal Varese, e si piazzò in seconda posizione con Mantova e Reggina, ad un punto dalla capolista. Anche l'inizio del girone di ritorno fu come la fine di quello d'andata, arrivati due pareggi con Atalanta e Genoa il Foggia subì una sconfitta con il Catanzaro, facendo perdere serenità all'ambiente. Ma il futuro di Maestrelli è ancora in bilico, soprattutto dopo i successivi pareggi con Cesena e Modena e la pesante sconfitta esterna per 3-1 con il Como. Ma Maestrelli non mollò, e nelle ultime dieci gare del torneo rimediarono la bellezza di 15 punti su 20 disponibili, piegando anche la capolista Varese allo Zaccheria per 2-0 con i gol di Saltutti e Bigon. Il 14 giugno, mentre l'Italia di Ferruccio Valcareggi si qualificò alle semifinali battendo il Messico, il Foggia batte 3-1 il Livorno, riapprodando dopo tre anni in serie A.
I rossoneri, imbattuti allo Zaccheria (11 vittorie ed 8 pareggi), vengono sconfitti solamente in trasferta (5 vittorie, 8 pareggi e 6 sconfitte).
Il Foggia con 48 punti, a pari merito con il Catania, arriva secondo in classifica dopo il Varese di Nils Liedholm, guadagnando così un'altra storica promozione in Serie A.

### L'addio di Maestrelli e l'altalena tra Serie A e Serie B

Maestrelli che alza il Seminatore d'oro.

La stagione 1970-71 fu l'ultima di Maestrelli, nel frattempo premiato con il Seminatore d'oro come migliore allenatore della stagione appena conclusa.
Gli acquisti più importanti furono il mediano Vincenzo Montefusco dal Napoli e lo Piero Lenzi dal Pisa, mentre tra le cessioni vi furono quelle di Teneggi allo stesso Pisa e Rolla allo Spezia.
In Coppa Italia i rossoneri vennero eliminati all'ultimo posto con 0 punti dal girone 7.
L'inizio fu stabile: 5 pareggi consecutivi con Torino, Milan, Napoli, Bologna e Cagliari (campione d'Italia in carica), mentre la prima vittoria arrivò allo Zaccheria contro il Catania, con un gol di Mola, appena tornato da un grave infortunio. In sei partite in Foggia aveva accumulato 7 punti, ed era a 4 punti dalla vetta occupata dal Napoli. La prima sconfitta arrivò alla giornata successiva, all'Olimpico il Foggia venne sconfitto 3-1 dalla Roma, ma subito dopo i rossoneri si ripresero, battendo in casa il Verona per 2-0 e la Lazio per 5-1.

In piedi da sinistra: Villa, Montefusco, Garzelli. Accosciati: Pavone e Maioli

Verso la fine dell'anno il Foggia, quinto in classifica, era visto come la rivelazione del campionato. Tuttavia, primi piccoli segni di sbandamento vennero rivelati alla fine del girone d'andata, che il Foggia terminò nel centro della classifica.
Nel girone di ritorno la squadra sembrava stanca, e vi fu un incredibile declino che lo portò a retrocedere. Dopo la vittoria per 1-0 con la Roma, il Foggia, nelle ultime otto giornate di campionato non ottenne più una vittoria.
In questa serie negativa vi fu anche un pareggio con la Fiorentina, diretta concorrente del Foggia per la salvezza, che secondo il pubblico foggiano ed i principali quotidiani sportivi, fu favorita dall'arbitro Riccardo Lattanzi.
Tuttavia la retrocessione sembrava lontana, anche alla terzultima giornata, quando i rossoneri vennero sconfitti a Milano dall'Inter per 5-0, che con questa vittoria festeggiò il titolo di campione d'Italia. Dopo un pareggio interno con la Juventus, i rossoneri subirono una beffa all'ultima giornata sul campo del Varese, che vinse 3-0, ma con degli errori arbitrali di Concetto Lo Bello. Sugli spalti era giunta la voce che la Fiorentina, avesse perso a Torino con la Juventus, e ci fu una grande festa, fermata però dal risultato vero, ovvero uno 0-0. Il Foggia, finito al dodicesimo posto con 25 punti, nonostante avesse gli stessi punti di Sampdoria e Fiorentina, venne retrocesso per la peggiore differenza reti.  La retrocessione fu alquanto strana, infatti in pochissimi casi una squadra retrocessa, ad una partita al termine del campionato aveva cinque avversari dietro di lei, e che in casa avesse perso solo una partita (lo 0-3 con il Napoli). Fesce a fine campionato liberò Maestrelli, cercato insistentemente dalla Lazio e dalla Roma, ma alla fine scelse la società biancoceleste.

Nello Saltutti ed Ettore Puricelli

Per il campionato 1971-1972 il successore di Maestrelli è Ettore Puricelli, che il presidente Fesce prese dal Lanerossi Vicenza, andandolo a trovare direttamente in Canada, dove i vicentini sono in tournée.
La società è costretta a cedere Montefusco (perso alle buste con il Napoli) e Villa, ed alla riapertura delle liste Maioli. Ma la cessione più importante è quella di Bigon, che il Milan vuole in cambio di Angelo Benedicto Sormani, che però il Foggia rifiuta per via dell'alto ingaggio. Così il Foggia sceglie dalle file del Milan la mezzala Giorgio Rognoni, che assieme a 170 milioni conclude l'affare. Il Foggia acquista anche il terzino Rodolfo Cimenti dal Treviso e l'ala Ivano Bosdaves dall'Atalanta, inoltre alla riapertura delle liste compra anche dalla Lazio il regista Juan Carlos Morrone.
Tra le "invenzioni" di Puricelli vi sono quelle di Pellegrino Valente, giovane difensore che si guadagnò il posto da titolare, e di Giuseppe Pavone, che con Nello Saltutti forma una delle coppie d'attacco più prolifiche del campionato, con ben 20 gol messi a segno dai due.
In coppa Italia la squadra terminò il girone 7 all'ultimo posto, con 2 punti arrivati con i pareggi interni con Cagliari ed Arezzo.
Già dall'inizio si capisce che questo è un anno di formazione per i rossoneri, infatti a causa della discontinuità dei risultati la squadra non è mai riuscita ad affermarsi tra le prime.
Degna di nota è la vittoria allo Zaccheria sulla Lazio, che stava per essere promossa, dell'ex Maestrelli.
Il Foggia conclude il campionato all'ottavo posto con 41 punti, dopo una striscia di dieci risultati utili consecutivi arrivati nel girone di ritorno.

Il portiere del Foggia, Raffaele Trentini in posa plastica

Nella stagione 1972-1973 il Foggia fu guidato da Lauro Toneatto, che aveva allenato il Bari la stagione precedente, senza avere risultati brillanti.
Per far quadrare il bilancio Fesce fu costretto a vendere Saltutti, prima destinato al Napoli, ma successivamente venduto alla Fiorentina per 216 milioni più la comproprietà dell'attaccante Giorgio Braglia, e Re Cecconi alla Lazio di Maestrelli per 210 milioni ed il cartellino del mediano Giuseppe Trinchero.
Con le entrate ricavate da queste vendite Toneatto, in prima persona, eseguì importanti operazioni di mercato, e oltre a Braglia ed a Trinchero, arrivarono tra i rossoneri lo stopper Novilio Bruschini dal Livorno e il centravanti Bruno Zanolla dalla SPAL. Dalla società ferrarese il Foggia acquistò ad ottobre anche la mezzala Luigi Delneri, per sopperire al grave infortunio di Paolo Garzelli, rimasto fermo per quasi tutta la stagione.
Toneatto, dopo aver messo in ordine la difesa con l'acquisto di Bruschini ed aver rifatto il centrocampo con l'energia di Trinchero e Villa e la fantasia di Delneri e Rognoni, conferisce ai veloci Pavone e Braglia la funzione di distruggere le difese avversarie.
Il campionato inizia con la vittoria esterna sul campo del Monza, grazie ad una rete a quattro minuti dal termine di Trinchero. Il Foggia vince anche allo Zaccheria con la Reggina, prima di pareggiare il derby esterno con il Taranto. La partita successiva è valida per la promozione, infatti si incontrano due dirette concorrenti, il Foggia (che gioca in casa) ed il Genoa, ma sarà quest'ultima a spuntarla con una vittoria per 2-1. I rossoneri però si riprendono, ma alla nona giornata i padroni di casa del Cesena di Luigi Radice demoliscono il Foggia con un netto 3-0. Dopo una vittoria sul Lecco, la crisi continua nelle ultime quattro giornate del girone d'andata, dove i rossoneri collezionarono solamente un punto. Nel girone di ritorno il Foggia si risollevò, e collezionò 19 punti, frutto di una striscia di undici risultati utili di fila. Un altro record fu quello del portiere Raffaele Trentini, dove per dieci giornate e per 1002 minuti rimane imbattuto, finché Giampietro Spagnolo della Reggiana, interruppe il suo record. A quattro giornate dalla fine il Foggia perde allo Zaccheria con il Mantova per 2-0, conservando solamente quattro punti di distacco dal quarto posto, ed anche la giornata successiva il Foggia non concluse la pratica promozione, pareggiando a Novara 1-1. Il Foggia così, per essere promosso, il 10 giugno deve battere allo Zaccheria il Como. Il gol del vantaggio contro i lombardi lo realizza il capocannoniere della squadra, Giorgio Braglia, al secondo minuto su rigore, e questa rete regalò al Foggia un'altra promozione in massima serie. L'ultima giornata, a conti già fatti, i rossoneri persero a Varese.

Giovanni Pirazzini, capitano del Foggia

Nel campionato 1973-1974, dopo la promozione in massima serie, la società rossonera dovette acquistare l'attaccante Silvano Villa dal Milan, in sostituzione di Braglia, rientrato per fine prestito alla Fiorentina, ed i mediani Franco Liguori dal Bologna e Bernardino Fabbian dall'Inter, in seguito alla cessione di Trinchero alla Reggina ad ottobre. Inoltre il Foggia acquistò anche la mezzala Elvio Salvori dalla Roma.
Il Foggia chiuse il calciomercato con un passivo di 740 milioni di lire, e per rimediare alle inadempienze finanziarie, il presidente Fesce, grazie anche all'aiuto del presidente della FIGC Franco Carraro, riuscì a rendere esecutivi i contratti dei nuovi acquisti, riuscendo a risparmiare, in quanto all'atto dell'acquisto la società rossonera avrebbe dovuto versare solamente il 30%, mentre i restanti due terzi sarebbero stati versati tramite fidejussioni bancarie.
La stagione non iniziò nel migliore dei modi: durante il precampionato Salvori si infortuna. All'esordio i rossoneri incontrarono fuori casa i campioni d'Italia in carica, la Juventus di Čestmír Vycpálek, ed i rossoneri dopo essersi subito portati in vantaggio con un pallonetto da oltre quaranta metri di Pavone, vennero rimontati dapprima da un rigore di Antonello Cuccureddu sullo scadere del primo temp, e poi da un gol di Roberto Bettega ad un quarto d'ora dalla fine.
La settimana successiva il Foggia pareggiò con il Cagliari allo Zaccheria, dopo che i sardi si erano portati in vantaggio con un gol di Riva, ma grazie ad un rigore di Silvano Villa i rossoneri riuscirono ad evitare la seconda sconfitta di fila. La prima vittoria arrivò a Firenze con la Fiorentina, grazie ancora ad una rete di Villa, mentre il turno successivo sul finale i rossoneri riuscirono a pareggiare con il Cesena, portatosi in vantaggio grazie ad un gol di Ariedo Braida, ma venendo raggiunti all'ultimo dal gol di Liguori. Subito dopo la sosta il Foggia venne sconfitto a Milano dall'Inter per 5-1, dove Roberto Boninsegna segnò ben 4 reti, ma il Foggia si riprese immediatamente battendo la Roma, ed iniziando una serie di sette risultati utili consecutivi. La formazione dauna è tra le principali candidate per un posto in Coppa UEFA, e questa idea si rafforzò soprattutto in un "derby del Sud", con la vittoria interna sul Napoli, l'ultimo risultato utile di fila, infatti il Foggia subì tre sconfitte di fila con Verona, Lazio e Milan; prima di finire il girone d'andata.
Il girone di ritorno si aprì con un pareggio interno a reti bianche con la Juventus, prima della sconfitta all'ultimo minuto di Cagliari. Come all'andata, la prima vittoria arrivò con la Fiorentina, ma il Foggia cadde in crisi a causa della sconfitta in Romagna con il Cesena, quella interna con l'Inter (vittoriosa grazie ancora a Boninsegna, autore di una doppietta) e quella esterna con la Roma. Successivamente i rossoneri dovettero affrontare allo Zaccheria la Sampdoria, ultima in classifica, ma il Foggia riuscì solamente a pareggiare, dopo essersi portata due volte in vantaggio con Rognoni, ed essersi fatta raggiungere all'ultimo minuto grazie ad un gol di Domenico Arnuzzo, l'unico nella sua carriera da calciatore.
Il Foggia non riuscì più a vincere costantemente, dapprima perdendo in casa del Vicenza dell'ex Puricelli, e successivamente venendo sconfitti dal Genoa, dove il portiere del Foggia, Trentini, trattiene la palla fuori, ma l'arbitro Stefano Trono considerò il pallone entrato, convalidando il gol.

Giorgio Rognoni

Di lì la squadra ottenne quattro pareggi per 1-1 di fila con Torino, Bologna, Napoli e Verona (rivale del Foggia per la salvezza). Ad una giornata dal termine il Foggia venne retrocesso dalla Lazio di Maestrelli, che con quella vittoria si laureò campione d'Italia per la prima volta. Nell'ultimo turno il Foggia incontrò il Milan, e la partita finì 0-0, con un gol annullato di Villa.
Nel frattempo scoppiò il cosiddetto scandalo della telefonata, ed emerse che al termine della gara tra Verona e Napoli, vinta 1-0 dai veneti il 21 aprile 1974, un giornale napoletano riportò la notizia di una telefonata tra il presidente del Verona Saverio Garonzi e il calciatore brasiliano Sergio Clerici, all'epoca centravanti napoletano con un passato in giallo-blu, in cui il massimo dirigente scaligero avrebbe promesso al calciatore di aiutarlo ad aprire una concessionaria FIAT al suo rientro in patria, a fine carriera.
In seguito a questo articolo, i dirigenti del Foggia si recarono all'Ufficio Inchieste della FIGC per ottenere l'apertura di un'indagine, al fine di aver diritto al ripescaggio in Serie A (a fine campionato il Verona si salvò e il Foggia retrocesse in Serie B assieme a Sampdoria e Genoa).
Il presidente giallo-blu - una volta convocato dalla Procura Federale - inizialmente, negò l'esistenza di quella telefonata ma, successivamente, il giocatore Clerici confermò per filo e per segno che quella conversazione telefonica, in effetti, era avvenuta.
A quel punto, Garonzi ammise di aver parlato; per la Giustizia Sportiva la negazione del dirigente al primo interrogatorio e il contenuto della conversazione furono sufficienti per decretare la retrocessione del Verona e riammettere in Serie A il Foggia.
Successivamente, però, fu proprio il Foggia ad essere protagonista in negativo della seconda parte dello scandalo.
Infatti prima della gara Foggia-Milan, il segretario pugliese Giuseppe Affatato cercò di corrompere l'arbitro, il fiorentino Gino Menicucci e i due guardalinee, regalando loro tre rolex d'oro. Menicucci rifiutò sdegnato e raccontò tutto all'Ufficio Inchieste prima e al Giudice sportivo poi.
Al termine del processo di primo grado il Verona venne penalizzato di 3 punti, che avrebbe dovuto scontare nel campionato 1974-1975; il Foggia, invece fu penalizzato di 3 punti, da scontare in Serie B l'anno successivo.
A quel punto fece ricorso la Sampdoria - penultima in classifica - affermando che il Verona doveva scendere in Serie B per aver commesso illecito sportivo e il Foggia doveva essere penalizzato in quel campionato, con conseguente ripescaggio dei doriani.
Alla fine il Verona fu declassato all'ultimo posto ed il Foggia fu retrocesso con una penalizzazione di 6 punti.

Il capocannoniere della serie B, Carlo Bresciani

La penalizzazione è stata determinante nella stagione del Foggia, che è stato costretto a disputare la stagione 1974-1975 in serie B, sempre con Toneatto allenatore. Il presidente Antonio Fesce rinunciò a molte offerte, e non volle vendere i suoi pilastri, rinnovando la squadra con acquisti, tra i quali il giovane Carlo Bresciani dalla Fiorentina, Giovanni Lodetti dalla Sampdoria, Giuseppe Doldi dall'Inter, Renato Sali dalla Reggina e Fabio Enzo dal Novara.
Per il Foggia gli esordi in campionato non furono certo tra i migliori, rimediando solamente una vittoria contro il Pescara in sette giornate. Con il mercato di riparazione in autunno il Foggia corre ai ripari acquistando due mediani, ovvero Fausto Inselvini e Sergio Borgo dalla Lazio.
Nonostante la sconfitta rimediata all'ultimo minuto contro il Palermo, il presidente Fesce continuò a dare fiducia all'allenatore Toneatto. Infatti le cose sembrano risollevarsi con una vittoria sulla Spal, un pareggio esterno con il Parma ed un'altra vittoria sul Genoa, dove Carlo Bresciani si rese protagonista segnando due gol, e successivamente arrivarono altre vittorie con l'Arezzo e con il Verona. Tuttavia dopo questi risultati positivi, il Foggia ebbe delle prestazioni piuttosto altalenanti tali che la società fu costretta ad esonerare Toneatto.
Al suo posto venne chiamato un campione d'Europa in panchina, Cesare Maldini. L'esordio di Maldini non fu dei migliori, perdendo 1-0 ad Alessandria e poi pareggiando 1-1 in casa con la Reggiana, e dopo questi risultati molti tifosi rivolevano Toneatto come allenatore.
Alla fine Maldini non riuscì a risollevare la squadra rossonera, reduce da molte prestazioni anonime, che arrivò settima in classifica alla pari con il Genoa, con nessuna vittoria esterna, ma anche nessuna sconfitta interna, ed inoltre la squadra rossonera fu capace di non subire sconfitte per otto turni consecutivi.
Al termine della stagione Carlo Bresciani si laureò capocannoniere della serie B con 13 reti, premiato anche con il Premio Sportman per la serie B.
Inoltre si fece conoscere anche la formazione "under 23" rossonera allenata da Roberto Balestri che venne eliminata nella doppia finale contro l'Inter.
La stagione successiva, la 1975-1976, vide la cessione di Raffaele Trentini, Carlo Bresciani e Peppino Pavone, gli acquisti importanti di Aldo Nicoli e il ritorno di Luigi Delneri, ed un inizio di campionato non brillantissimo, seguito dall'esonero di Cesare Maldini dopo una sconfitta ad Avellino. A sostituirlo è il vice-allenatore Roberto Balestri, che riesce ad arrivare alla quarta promozione in serie A a pari punti con Genoa e Catanzaro, ma terzo per differenza reti.
La stagione 1976-1977 in Serie A, con Ettore Puricelli ritornato come nuovo allenatore, cominciò male, infatti il calendario iniziale non era favorevole, Inter, Perugia, Juventus, Bologna, Napoli, Roma e Sampdoria. Tuttavia, le uniche sconfitte registrate in quelle giornate furono contro il Perugia di Ilario Castagner, la Juventus di Giovanni Trapattoni e la Roma di Nils Liedholm, ma il Foggia per 4 partite non ha segnato neanche un gol.

Una formazione del Foggia nella stagione 1976-1977

Il primo arriva contro il Napoli, in un pareggio finito 2-2,, e la prima vittoria del Foggia arriva contro la Sampdoria. Neanche successivamente il calendario fu favorevole ai rossoneri, due trasferte consecutive, contro la Fiorentina e la Lazio, di cui la prima persa per 4-1 e la seconda pareggiata 0-0. Nel girone d'andata fu importante la vittoria interna contro il Milan per 2-1. Con il nuovo anno il Foggia incassa 4 sconfitte consecutive, contro Genoa, Catanzaro, Cesena e Torino. Ritorna alla vittoria il 6 febbraio contro il Verona guidato da Ferruccio Valcareggi per 4-1. Successivamente il Foggia guadagnò a Milano un punto contro l'Inter, vinse contro il Perugia, perse contro la Juventus, ma batté il Bologna in una sfida salvezza per 1-0, con gol di Nerio Ulivieri. Il Foggia si aggiudicò il "derby del Sud" contro il Napoli, che era passato due volte in vantaggio, ma alla fine perse per 3-2, ed il gol vittoria portò la firma sempre di Nerio Ulivieri. Successivamente pareggia contro il Milan, e batte il Genoa 2-1 a Genova, ma le sfide successive furono importantissime. Infatti il Foggia a quattro giornate dalla fine gioca in casa contro il Catanzaro, e vince per 1-0, superando in classifica il Milan ed il Bologna. La partita successiva venne giocata in trasferta contro il Cesena già retrocesso; ma il Foggia per ottenere quella vittoria ha sprecato tutte le forze necessarie, infatti è passata in vantaggio 2 volte per poi essere raggiunta, ma alla fine è riuscita a vincere grazie di nuovo a Nerio Ulivieri. Il Foggia con questa vittoria si era guadagnato automaticamente la salvezza, e le due partite successive, contro Torino e Verona, furono perse. Il girone di ritorno fu fondamentale per la salvezza del Foggia, dove fu una delle migliori compagini a conquistare punti, dopo Juventus, Torino, Bologna e Fiorentina.

## In due anni dalla Serie A alla Serie C

### In Serie B per differenza reti

Pirazzini si scontra con Rivera durante la sfida di San Siro del 30 ottobre 1977.

Il campionato successivo, il 1977-1978, non fu così fortunato, infatti l'inizio fu terribile, un 6-0 contro la Juventus,, tuttavia l'esordio in casa con la Fiorentina sembrava dare qualche speranza alla compagine rossonera, infatti la partita finì 1-1 ed il Foggia pareggiò grazie ad una rete dell'ex Nevio Scala. Contro la Roma di Gustavo Giagnoni il Foggia tornò a perdere per 1-0 con gol di Guido Ugolotti, futuro allenatore del Foggia. Le partite successive furono le prime due vittoriose in campionato, contro il Bologna e il Torino, entrambe giocate in casa, e dopo una sconfitta col Milan in trasferta ed un pareggio esterno contro il Genoa, il Foggia tornò a vincere contro il Pescara. Il Foggia sembrava una delle formazioni più in forma del campionato, e non sembrava fosse una squadra destinata alla retrocessione.
Altri segni buoni furono il pareggio esterno contro la Lazio, e quello interno contro il Vicenza, ma da qui inizia la decaduta del Foggia. Infatti il Foggia perse 5-0 a Napoli e subì una sconfitta interna contro il Perugia prima che si concludesse il 1977 col Foggia al quartultimo posto con dieci punti.
Nonostante ciò il Foggia comincia il 1978 con una vittoria contro l'Atalanta, e tutto sembra che le due sconfitte precedenti fossero nate da un calo di attenzione da parte del Foggia, ma non fu così. Infatti il Foggia subì una sconfitta esterna contro il Verona ed una interna contro l'Inter. Il girone di ritorno iniziò con un pareggio a reti bianche contro la Juventus, dove al Foggia viene negato un calcio di rigore. Dopo due pareggi contro Fiorentina e Roma, il Foggia subì due sconfitte esterne consecutive contro Bologna e Torino, ed una interna contro il Milan, con la squadra rossonera che sprofondò al penultimo posto. Il Foggia in casa pareggiò 1-1 col Genoa, anch'essa in lizza per la retrocessione, ma realizzò due vittorie consecutive, una in trasferta contro il Pescara terminata 2-1, ed una a Foggia contro la Lazio finita 3-1. La sconfitta tornò contro il Vicenza, e da lì il Foggia pareggiò contro il Napoli, perse contro il Perugia, ma vinse nuovamente contro l'Atalanta a Bergamo per 2-1 e contro il Verona per 4-0. L'ultima partita era a San Siro contro l'Inter. L'Inter vinse la partita 2-1, ed il Foggia a pari punti con Genoa e Fiorentina, retrocesse in serie B per differenza reti.

### Il momentaneo addio di Fesce e la retrocessione in C1

Il presidente Antonio Fesce lascia momentaneamente la carica, per tornare l'anno successivo.

Con la retrocessione in serie B se ne va, anche se momentaneamente, il presidente Antonio Fesce, e la carica di presidente va a Raffaele Augelli, consigliere regionale della Democrazia Cristiana e a Pasquale Izzo. La campagna del Foggia ha puntato più sulle cessioni che sugli acquisti, viene infatti ceduto al Torino Maurizio Iorio, appena diciottenne, il Bologna comprò Maurizio Memo, Antonio Bordon e Renato Sali in cambio di Giuliano Fiorini e la fece uno scambio con la Lazio: Aldo Nicoli per Ernesto Apuzzo. Vengono acquistati Elio Gustinetti dall'Udinese, Roberto Bacchin dal Novara, Giorgio Pellizzaro dal Catanzaro e Giacomo Libera dall'Atalanta. Il nuovo allenatore è Sidney Colônia Cunha, meglio noto come "Cinesinho", e la stagione 1978-1979 inizia male. Infatti viene sconfitto tre volte in Coppa Italia contro la SPAL, il Milan ed il Catanzaro, ma riesce a vincere contro il Lecce. Anche il precampionato è brutto, il Foggia prende cinque gol in amichevole contro il Piacenza. Tuttavia il campionato inizia con una vittoria a Ferrara, proprio contro la SPAL con la quale qualche giorno prima aveva perso in Coppa Italia, e alla seconda giornata il Foggia è in vetta a punteggio pieno, poiché aveva battuto la Sampdoria allo Zaccheria. La prima sconfitta della stagione arriva a Udine contro l'Udinese neopromossa, che successivamente, salirà in serie A. Inoltre il Foggia ha affrontato due derby casalinghi di fila, il primo fu un Foggia-Lecce vinto dalla compagine rossonera 2-0; mentre il secondo fu il derby d'Apulia, Foggia-Bari, e venne vinto sempre dal Foggia per 3-1. Il Foggia è di nuovo in testa alla classifica, assieme al Pescara, ma pochi giorni dopo venne dapprima sconfitto a Pistoia contro la Pistoiese, poi in casa perse contro il Rimini, ma vinse a Nocera Inferiore contro la Nocerina, in quella che fu l'ultima vittoria esterna della stagione. Il Foggia sembrava una delle squadre favorite per la promozione, ma il sogno svanì subito. Un altro derby casilingo, Foggia-Taranto, finì 1-1, perse a San Benedetto del Tronto contro la Sambenedettese, ma vinse la sua ultima partita del girone d'andata, in casa contro il Varese.
Bisogna aspettare il girone di ritorno infatti per vedere il Foggia vincere, per il resto del girone d'andata il Foggia incassò due sconfitte esterne a Brescia e a Palermo, cinque pareggi di fila contro Cesena, Genoa, Monza, Cagliari e Ternana, e per ultimo una sconfitta allo stadio Adriatico di Pescara per 4-1. Il ritorno alla vittoria tornò contro la SPAL,  ma per colpa delle sconfitte rimediate in precedenza i tifosi erano molto scontenti e la situazione economica non era delle migliori. Perse con la Sampdoria, pareggiò contro l'Udinese, di nuovo perse contro il Lecce e successivamente pareggiò a Bari.

La formazione del Foggia nella stagione 1978-1979

La Pistoiese vinse a Foggia, e il Foggia dovette successivamente pareggiare a Rimini e vincere 3-0 contro la Nocerina.  Tuttavia, il Foggia si affermava solo nei primi tempi, come si è potuto vedere anche nel pareggio contro il Taranto e nella sconfitta contro la Sambenedettese.  Il Foggia arriva in zona retrocessione, e pareggia a Varese e perse col Brescia.  Risultati negativi ci furono anche nelle sfide salvezze col Cesena, dove il Foggia rimediò una sconfitta, e col Genoa, dove non si andò oltre il pareggio.  I rossoneri persero anche a Monza e in casa contro il Cagliari 2-0, dove ormai si era verificata una rottura nella società e nello spogliatoio, infatti Giovanni Pirazzini venne espulso e squalificato per sei giornate per aver insultato l'arbitro Alberto Michelotti e ci furono numerosi incidenti tra i tifosi. Per continuare a sperare nella salvezza bisognava vincere contro la Ternana a Terni, ma ci fu solo un pareggio. Il campo del Foggia, dopo gli incidenti di Cagliari, è squalificato, e rimaneva solo una partita da giocare contro il Pescara, che venne disputata sul neutro di Napoli e venne vinta dai biancazzurri per 2-1. Il Foggia retrocesse in serie C1, ma l'unica nota positiva, è che, a seguito delle richieste dei tifosi, tornò presidente Antonio Fesce.

## Tra la Serie B e la Serie C1

### Il ritorno in terza serie

La formazione del Foggia nella stagione 1979-1980

A distanza di ben 17 anni il Foggia tornò nella terza divisione del calcio italiano, dopo aver chiuso un ciclo indimenticabile per gli appassionati del calcio in generale, un ciclo creato grazie ai presidenti Domenico Rosa Rosa e Antonio Fesce, e gli allenatori Oronzo Pugliese e Tommaso Maestrelli. Questo ciclo verrà riaperto successivamente negli anni novanta con Pasquale Casillo e Zdeněk Zeman, con i quali verrà riaccesa la passione calcistica a Foggia.
Il nuovo allenatore è Giorgio Sereni, e la squadra viene completamente rifatta, trattando soprattutto con il Bari. Alla società barese vengono venduti Roberto Bacchin, Giacomo Libera e Rosario Sasso, in cambio di più di un miliardo di lire e Franco Fasoli, Vito Petruzzelli, Arcangelo Sciannimanico e Costante Tivelli, e inoltre la società richiama Fabio Enzo dalla Biellese ed acquista dall'Avellino Stanislao Bozzi.
La stagione 1979-1980 comincia con la Coppa Italia Semiprofessionisti, dove i rossoneri arrivano fino agli ottavi, dove vengono eliminati dalla Nocerina. In campionato non inizia bene, il Foggia alterna vittorie scarse con pareggi o sconfitte anche contro squadre nei bassifondi della classifica. A metà campionato, dopo un pareggio in casa con la Cavese, ed uno esterno contro il Benevento il presidente Fesce decise di cambiare allenatore, richiamando Ettore Puricelli. I risultati si incominciano a vedere, il Foggia ingrana una serie di risultati positivi, ma viene fermato in due confronti esterni, uno contro la Salernitana e il Campobasso. Da lì il Foggia perderà solo contro la Reggina, e otterrà risultati incredibili, come la vittoria a Foggia contro la capolista Catania e quella, sempre interna, contro il Livorno, inseguitrice del Foggia, entrambe vinte per 2-0, e successivamente pareggierà in campo neutro contro la Cavese, in una partita ricca di scontri tra le tifoserie. L'ultima partita rimasta è in casa contro il Benevento. Il Foggia vince 2-0 e ritorna in serie B, dopo un solo anno di inferno in C1.

## Il Foggia dei miracoli di Zeman

Il tridente delle meraviglie: Baiano, Signori e Rambaudi.

Nel 1989, con l'ingaggio dell'allenatore ceco Zdeněk Zeman, si aprì il periodo di massimo splendore per la società. Il calcio aggressivo e divertente dell'allenatore boemo era basato sul modulo tattico 4-3-3 a zona: squadra corta, pressing, tattica del fuorigioco e movimento frenetico sia dei giocatori che della palla. Dopo il ritorno in Serie A, nella stagione 1991-92 il Foggia dei miracoli dimostrò di essere competitivo con qualunque avversario e fu apprezzato dalla stampa, anche perché in grado di offrire spettacolo. Fu coniato il termine Zemanlandia per indicare la realtà costruita da Zeman. Anche dopo la cessione di molti calciatori di notevole qualità (tra cui gli attaccanti che costituivano un valido trio, Giuseppe Signori, Francesco Baiano e Roberto Rambaudi), sostituiti da giovani talenti, il Foggia concluse altri due campionati di Serie A nella zona centrale della classifica.
Il passaggio di Zeman alla Lazio segnò la fine di Zemanlandia, nata dal felice connubio tra le idee innovative dell'allenatore, l'intraprendenza del presidente Pasquale Casillo ed il fine intuito del direttore sportivo Giuseppe Pavone: il suo successore, Enrico Catuzzi, non fu in grado di mantenere la squadra allo stesso livello.

## Doppia retrocessione e promozione in C1
Con la fine di questa era ebbe inizio il periodo buio del Foggia, che culminò con le retrocessioni consecutive in Serie C1, nel campionato cadetto 1997-1998, e in Serie C2, nel campionato di Serie C1 1998-1999. Dopo quattro anni di militanza nell'ultima serie professionistica, nella stagione 2002-2003 il Foggia del tecnico Pasquale Marino e dei "gioielli" Roberto De Zerbi e Michele Pazienza ritrovò l'assetto vincente e pervenne in modo convincente alla promozione in Serie C1. Dopo la stagione 2003-2004, terminata a metà classifica, ma carica di buoni propositi per quella seguente, il Foggia Calcio fallì per cause economiche, perdendo il tecnico Marino e tutti i giocatori migliori. La notizia gettò nello sconforto i tifosi, ma Giuseppe Coccimiglio prese in mano le redini della società e diede fiducia all'ambiente: la nuova società assunse il nome storico della squadra, Unione Sportiva Foggia, e fu in grado di mantenere la categoria di appartenenza. Dopo aver concluso altre due stagioni a metà classifica, cambiando cinque allenatori, Coccimiglio attirò su di sé le critiche dell'ambiente non pagando più gli stipendi, situazione che creò instabilità. Dopo una complessa trattativa, la società passò nel 2006 nelle mani di una compagine di imprenditori locali presieduti da Tullio Capobianco.

## La Serie C1 e la maledizione dei play-off

### Stagione 2006-2007
Dopo un possibile arrivo di Davide Ballardini sulla panchina rossonera, per la stagione 2006-07 il nuovo allenatore divenne Stefano Cuoghi, proveniente dalla Salernitana, condusse a Foggia molti giocatori granata che con lui, la stagione precedente, avevano sfiorato la promozione in B. Il 21 gennaio 2007 Cuoghi venne esonerato dopo 6 partite senza vittoria consecutive: dal 23 gennaio il nuovo allenatore fu Salvo Fulvio D'Adderio, che nella stagione precedente aveva allenato il Manfredonia. Con D'Adderio la squadra ottenne la prima vittoria in Coppa Italia di Serie C, chiudendo con il 3-1 casalingo al Cuneo nella finale del 25 aprile 2007. La squadra concluse il torneo di Serie C1, Girone B, in quarta posizione a 59 punti, qualificandosi per i play-off.
Nella semifinale di play-off contro la Cavese vinse l'andata per 5-2 in casa e perse per 3-1 a Cava dei Tirreni, accedendo dunque alla finale dei play-off. Nella finale di andata prevalse con il risultato di 1-0 contro l'Avellino, mentre nel ritorno al Partenio fu sconfitto per 3-0 dopo i tempi supplementari.

### Stagione 2007-2008
In seguito alla sconfitta nella finale dei play-off, l'allenatore Salvo Fulvio D'Adderio fu sollevato dall'incarico e sostituito da Salvatore Campilongo, che quell'anno aveva allenato la Cavese.
L'inizio della stagione è altalenante e il girone di andata si chiude a 21 punti, a 5 punti dalla zona salvezza. Nel girone di ritorno il Foggia ottiene dieci punti in cinque giornate, ma ciononostante il tecnico Campilongo viene esonerato, ed al suo posto arriva Giuseppe Galderisi: con lui la squadra ottiene 19 punti in otto giornate, risalendo fino al sesto posto, mentre nelle tre giornate successive si stabilisce nella zona play off. All'ultima giornata i rossoneri pareggiano 0-0 con la Ternana guadagnando, così, il 5º posto valido per la qualificazione ai play off.
Il 18 maggio il Foggia affronta la Cremonese allo Zaccheria per disputare la semifinale play off di andata. La partita termina in parità, 0-0. Allo Stadio Giovanni Zini di Cremona la gara termina sull'1-1. Non essendo in vigore la regola dei gol in trasferta, è la Cremonese, in virtù del miglior piazzamento (quarto posto) ottenuto in stagione, ad accedere alla finale di play off.

### Stagione 2008-2009
Dopo l'assunzione del tecnico Raffaele Novelli, ed un inizio altalenante come l'anno precedente, viene eliminato al Primo turno in Coppa Italia dal Barletta e chiude il girone d'andata con 26 punti. Il Foggia, all'inizio del girone del ritorno ottiene una serie di nove risultati utili consecutivi, ottenendo 15 punti. La serie venne chiusa il 29 marzo 2009 con la sconfitta in trasferta contro l'Arezzo, ma ne ripartì una nuova la settimana seguente, battendo il Perugia e per sette settimane, fino alla fine del campionato, il Foggia continuò una nuova striscia di risultati utili. La sconfitta esterna con l'Arezzo risultò dunque l'unica nel girone di ritorno del Foggia, che stabilì il record di minor numero di sconfitte, con sei partite perse, come il Benevento. All'ultima giornata, contro il Crotone secondo in classifica, il Foggia, sfavorito dai pronostici, riuscì a vincere e a ottenere la quinta piazza in classifica, accedendo così ai play-off per il terzo anno di fila. Ma ancora una volta i play-off furono infausti per il Foggia: dopo il pareggio interno contro il Benevento per 0-0, nel ritorno fuori casa il club pugliese pareggiò per 2-2 e per la regola della posizione in classifica fu eliminato.

## Retrocessione sfiorata

### Stagione 2009-2010

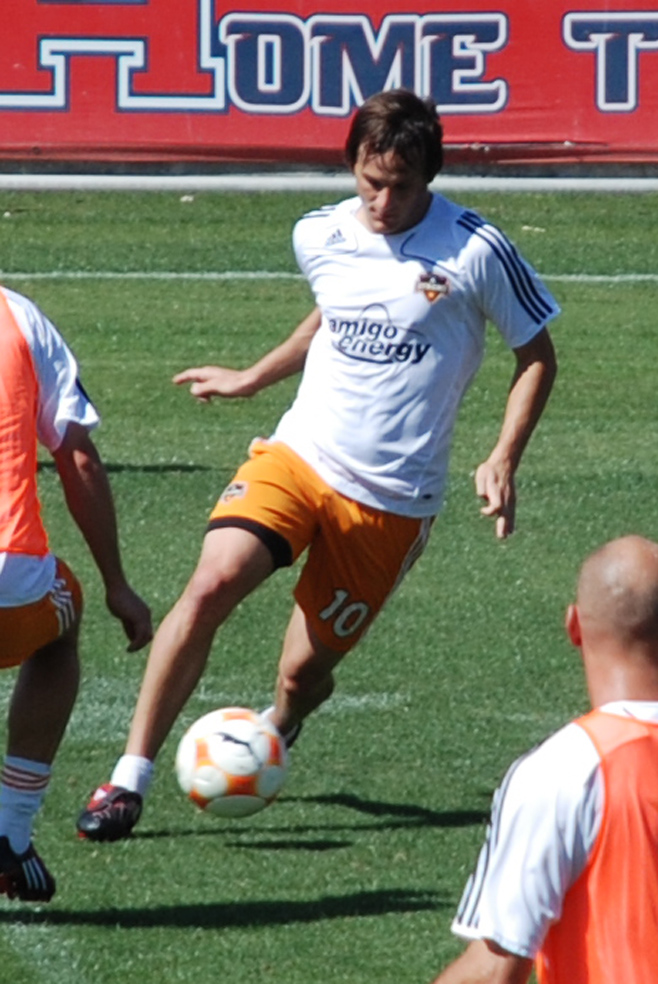
Il gol di Franco Caraccio nel recupero permette al Foggia di non retrocedere.

Il 7 luglio 2009 l'incarico di allenatore fu affidato ad Antonio Porta e quello di vice-allenatore a Fabio Pecchia, che furono esonerati nel marzo 2011 dopo la sconfitta nel derby con l'Andria, a causa di una serie di risultati negativi. Il ruolo di allenatore fu assegnato a Guido Ugolotti, che rifondò il gruppo nel mercato di riparazione e riuscì a compiere la scalata dagli ultimi posti, mancando per un soffio la salvezza diretta. La squadra riuscì comunque a salvarsi ai play-out contro il Pescina VG, grazie a un gol dell'argentino Franco Caraccio negli ultimi minuti di una partita che sollevò più di un dubbio sul proprio regolare svolgimento (il match fu segnato da un clima di alta tensione, culminato con una minacciosa invasione di campo da parte dei tifosi locali).
Al termine del campionato la dirigenza annunciò il proprio disimpegno dalla gestione societaria, mentre l'ex presidente degli anni d'oro Pasquale Casillo annunciò la propria volontà di tornare alla guida del club con una cordata di imprenditori. Intanto L'Energesco, società laziale per le energie rinnovabili, manifestò interesse per l'acquisizione del club dauno, ma si fece da parte poco dopo. A questo punto Casillo presentò una nuova offerta per la società (la prima era decaduta), mentre l'amministratore unico Francavilla iscrisse la squadra al campionato dopo il ricorso alla Covisoc.

## Dal ritorno di Casillo e Zeman al fallimento

### Stagione 2010-2011
Il 14 luglio 2010 l'imprenditore Pasquale Casillo, con il proprio gruppo, capeggiato dal figlio Gennaro, tornò alla guida del Foggia (la carica di presidente onorario fu affidata a Matteo Biancofiore), riportando Zdeněk Zeman in panchina e Giuseppe Pavone nel ruolo di direttore sportivo. Alla prima giornata del campionato di Lega Pro, il Foggia batté la Cavese per 3-0 con gol di Romagnoli, Varga e Sau, per poi subire due sconfitte contro Lucchese (per 3-2) e Lanciano (per 5-3). Una settimana dopo la squadra rossonera pareggiò per 4-4 contro il Foligno, dopo che i satanelli sul 2-4 erano rimasti in dieci uomini, sfiorando anche l'impresa di passare in vantaggio al 90'. Sette giorni più tardi il Foggia vinse in casa del Barletta per 2-1, grazie alle reti del bomber Marco Sau e di Lorenzo Insigne. I due andarono ancora in gol la domenica successiva (sesta giornata) in casa della Juve Stabia, dove il Foggia si impose per 2-0. Nonostante l'impronta del tecnico boemo, la squadra, troppo giovane e inesperta, perse terreno nelle ultime giornate, non riuscendo a qualificarsi ai play-off. Il campionato finì con Sau capocanonniere del campionato con 20 reti. Il 23 maggio 2011 Zeman dichiarò in conferenza stampa l'intenzione di lasciare il club, poiché deluso dai risultati conseguiti.
Malgrado i tentativi del presidente Casillo di far cambiare idea all'allenatore ceco, questi rimase fermo nella propria decisione.

### Stagione 2011-2012
La stagione 2011-2012 iniziò il 9 giugno con l'ingaggio del nuovo tecnico rossonero, Valter Bonacina, prelevato dalla Primavera dell'Atalanta. La stagione si rilevò fallimentare, con la squadra costantemente in lotta per non retrocedere. Nel corso del campionato, Bonacina fu esonerato e sostituito da Paolo Stringara, a sua volta esonerato e sostituito dallo stesso Bonacina. La squadra fu anche penalizzata di 4 punti e chiuse una stagione molto deludente all'undicesimo posto, ad appena 2 punti dalla zona play-out. La società, in grave difficoltà da mesi, non si iscrisse al successivo campionato di Lega Pro.

## Risalita in Serie B, nuovo fallimento e ritorno

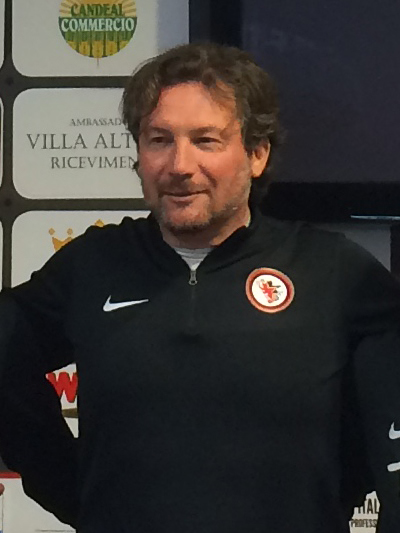
Giovanni Stroppa, alla guida del Foggia dal 2016 al 2018.

Nell'estate del 2012, in ragione dell'esclusione dal professionismo dell'U.S. Foggia, dichiarata fallita il 15 luglio 2012 dal Tribunale di Foggia, fu fondata l'Associazione Calcistica Dilettantistica Foggia Calcio con l'intento di aderire all'articolo 52 comma 10 delle NOIF (Norme Organizzative Interne Federali) FIGC, richiamando idealmente la tradizione della vecchia compagine e quindi adottandone i colori sociali (con maglie a strisce rosse e nere). Con il direttore sportivo Giuseppe Di Bari, ex difensore del Foggia ai tempi della massima serie negli anni novanta, la squadra ottenne l'ammissione in Lega Pro Seconda Divisione (dalla Serie D, in cui era stata piazzata dalla federazione) nel 2013, e la qualificazione alla nuova terza serie, la Lega Pro, nel 2014. Nel frattempo, nell'estate 2013, con il ritorno nel professionismo, il club aveva mutato ragione sociale in Foggia Calcio S.r.l.
Nel 2014 arrivò sulla panchina del Foggia Roberto De Zerbi, sotto la cui guida i rossoneri vinsero per la seconda volta la Coppa Italia di Lega Pro battendo nella doppia finale del 2015-2016 il Cittadella. Nella stessa stagione, dopo aver concluso il gruppo C della Serie C al secondo posto dietro il Benevento, ebbero accesso ai play-off, dove eliminarono l'Alessandria nel turno preliminare (vittoria per 2-0) e il Lecce in semifinale (vittorie per 2-3 e 2-1), ma l'obiettivo della promozione in Serie B fallì nella doppia finale contro il Pisa, vittorioso per 4-2 in casa prima del pareggio per 1-1 allo Zaccheria.
Nell'agosto del 2016 la panchina dauna fu affidata ad un altro ex calciatore del Foggia, Giovanni Stroppa. Il 7 luglio 2015 la società acquisì il marchio storico del club scomparso due anni prima. Nel 2016-2017 i satanelli guadagnarono il primo posto nel proprio girone, che valse il ritorno in Serie B dopo 19 anni, assieme alla Supercoppa di Lega Pro, vinta dopo aver sconfitto il Venezia e Cremonese nel triangolare tra le vincitrici dei gironi.
Nella stagione 2017-2018, malgrado un inizio difficile, nella seconda parte di campionato la squadra allenata da Stroppa si risollevò fino a piazzarsi nona, sfiorando i play-off e ottenendo così una tranquilla salvezza. La stagione 2018-2019 si rivelò, invece, tribolata. Il Foggia, inizialmente penalizzato dalla giustizia sportiva di 15 punti, poi ridotti a 6 in appello, fece registrare 4 vittorie, 5 pareggi e 5 sconfitte sotto la guida del tecnico Gianluca Grassadonia, esonerato nel dicembre 2018 per fare spazio a Pasquale Padalino, di nuovo alla guida del Foggia dopo quattro anni, ma sollevato dall'incarico nel marzo 2019 dopo aver raccolto 12 punti in 12 giornate. Lo sostituì il rientrante Grassadonia, che tuttavia non evitò la retrocessione in Serie C, giunta all'ultima giornata a causa della sconfitta sul campo del Verona.
Il 25 luglio 2019, sulla base dell'articolo 52 comma 10 delle NOIF, il Comune di Foggia assegnò, con un bando pubblico, la tradizione sportiva alla neonata Calcio Foggia 1920 Società Sportiva Dilettantistica, che ereditò la tradizione sportiva cittadina. Alla direzione della società si insediò l'imprenditore sardo Roberto Felleca, mentre la conduzione tecnica fu assegnata ad Alessandro Faiolhe Amantino, che rassegnò le dimissioni dopo la prima giornata di campionato, lasciando il posto a Ninni Corda. La stagione fu sospesa nel marzo 2020 a causa della pandemia di COVID-19, con il Foggia primo in classifica nel girone H della Serie D con 54 punti raccolti in 26 giornate; stante la media punti dei rossoneri, superiore a quella di qualsiasi altra squadra del girone, il club pugliese fu dichiarato vincitore del campionato e ottenne la promozione in Serie C.
La stagione sportiva 2020-2021 vede i calciatori indossare sulle maglie il logo celebrativo del centenario del club. L'annata inizia con una vittoria per 2-0 contro il Potenza, ma nelle successive quattro giornate il Foggia subisce quattro sconfitte. La striscia negativa dei foggiani termina con la vittoria nel derby d'Apulia (1-0 con gol realizzato da Alessio Curcio su rigore) contro il Bari. Noni in classifica, i satanelli centrano brillantemente l'obiettivo della salvezza e si qualificano ai play-off, nei quali escono al secondo turno dopo il derby contro il Bari.
Il 26 giugno 2021 viene ufficializzato il ritorno sulla panchina del Foggia di Zdeněk Zeman, alla terza esperienza sulla panchina dauna. Dopo un importante calciomercato, la compagine foggiana esordisce allo Zaccheria per il primo turno della Coppa Italia Serie C 2021-2022 contro la Paganese, mentre in campionato l'esordio è all'Enrico Rocchi contro la neopromossa Monterosi Tuscia, con i dauni fermati sul pari. La stagione è molto altalenante, con l'alternanza di piazzamenti tra il quinto e nono posto. Settimo nella classifica finale, il club accede al primo turno dei play-off di Serie C. Dopo le vittorie nei doppi turni con Turris e Avellino, la corsa si ferma sul campo della Virtus Entella. 
Il 26 maggio 2022 Zdeněk Zeman lascia la panchina del Foggia e viene rimpiazzato da Roberto Boscaglia. A causa di risultati scadenti e in seguito alla sconfitta casalinga per 0-4 contro il Pescara del 24 settembre 2022, Boscaglia risolve il contratto con il club; la squadra viene provvisoriamente affidata al collaboratore tecnico Antonio Gentile, che esordisce perdendo per 1-0 sul campo del Taranto. Il 4 ottobre 2022 viene nominato nuovo tecnico del Foggia Fabio Gallo, che firma un contratto fino a fine stagione ed esordisce perdendo per 2-0 in trasferta contro la Gelbison. Verso la fase finale della stagione Fabio Gallo rassegna le dimissioni e viene sostituito da Mario Somma, che si dimette poco dopo. La stagione viene quindi conclusa sotto la guida tecnica di Delio Rossi, che conduce i pugliesi al quarto posto, con qualificazione ai play-off. Al primo turno, dopo aver perso per 4-1 sul campo dell'Audace Cerignola, il Foggia ribalta l'esito della qualificazione nella gara di ritorno, sconfiggendo i rivali per 3-0 allo Zaccheria e superando il turno in virtù della migliore posizione di classifica nella stagione regolare. L'avversaria del secondo turo è il Crotone, battuto per 1-0 all'andata in Puglia e bloccato sul 2-2 in Calabria e quindi eliminato. La semifinale, che vede il confronto con il Pescara del ex tecnico Zeman, si risolve in due pareggi, per 2-2 all'andata in Puglia e per 1-1 al ritorno in Abruzzo, così, dopo i tempi supplementari, si decide ai tiri di rigore, dove hanno la meglio i foggiani. La finale contro il Lecco vede il Foggia sconfitto per 1-2 all'andata in casa.

### Libri
- Luca Cicolella, '70 A, cronistoria del campionato 69/70, Editrice Leone Foggia, 1970.
- Luca Cicolella, '71 A, sospetto, Editrice Leone Foggia, 1971.
- Gianni Antonucci, 1908-1998 Bari con Ideale e Liberty, Corcelli, 1998.
- Gianfranco Sammartino e Antonio Troisi, Buon compleanno Foggia, 80 anni di ricordi, passioni, aneddoti, rivelazioni vissute e raccontate dai protagonisti, Edizioni Talienti, 1991.
- Almanacco illustrato del calcio, Panini Editore, 1939-2011.
- Luca Giannelli, Cento anni del campionato di calcio, Edizioni Scramasax, 1997.
- Giovanni Cataleta, Che si dice du Fogge?, Utopia Edizioni, 2004.
- Luca Cicolella e Giovanni Spinelli, Foggia Cha! Cha! Cha!, 1963.
- Carmine de Leo, Foggia in A, 1991-1992, Editrice L'Ulivo, 1992.
- Leonardo Scopece, Foggia. Storia di un campionato 1992-1993, Editrice L'Ulivo, 1993.
- Stefano Capone, Gianfranco Sammartino e Antonio Troisi, Foggia, tangenti e pallone. Politici, imprenditori, faccendieri e portaborse sulla giostra di Zemalandia, Edizioni Del Rosone, 1997.
- Pino Autunno, Foggia, una squadra, una città, Utopia Edizioni, 2010.
- Filippo Santigliano, Forza Foggia, Books & News, 1991.
- Mario Pennacchia, Il calcio in Italia, UTET, 1964.
- Luca Cicolella e Giovanni Spinelli, Il diavolo in paradiso, Editrice Leone Foggia, 1964.
- Franco Ordine e Giuseppe Signori, Il sogno di una A, Carlo Mancosu editore, 1991.
- AA.VV, L'almanacco del calcio italiano, Rocco Curto Editore, 1994.
- Collettivo Lobanowski, Juve o Milan? Meglio il Foggia, Rainoneeditore, 2007.
- Luca Cicolella e Giovanni Spinelli, La ballata dei terroni, 1965.
- Giosuè Poli, La fuga del tempo - Lo sport nella mia vita, Editoriale Olimpia, 1965.
- Giosuè Poli, La fuga del tempo - Lo sport nella mia vita, Editoriale Olimpia, 1965.
- Giovanni Cataleta, Oronzo Pugliese. Quando nel calcio esistevano i maghi, Utopia Edizioni, 2001.
- Peppino Calò, Retrospettiva del calcio, 1966.
- Nardino de Meo, Sarti, 1972.
- Sergio Salvi e Alessandro Savorelli, Tutti i colori del calcio, Le Lettere, 2008.
- AA.VV., Tutto il calcio minuto per minuto, European Book, 1981.
- Valerio Quirino, U' Fogg èjè nù squadron, Palmisano Edizioni, 2008.
- Domenico Carella, "Diavolo di un Satanello” , Il Castello Edizioni, Foggia, 2010
- Domenico Carella, “E il diavolo ci mise la coda. Storia di un amore rinato dall’incontro di cinque generazioni di ex calciatori rossoneri”, Il Castello Edizioni e Associazione EmmErrEventi Comunicazione, Foggia, 2013.
- Domenico Carella, “Gianni Pirazzini. Una vita da capitano”, Il Castello Edizioni, Foggia, 2014.
- Domenico Carella, “Foggia-Inter 3-2. 31 gennaio 1965, l'Impresa degli eroi di Pugliese”, Il Castello Edizioni, Foggia, 2014.
- Domenico Carella, “Il Foggia del '76. Il miracolo di Balestri, la vittoria di Pirazzini e Lodetti”, Il Castello Edizioni, Foggia, 2016.
- Domenico Carella, “Ciccio Patino. L'ala che fece volare il Foggia”, Il Castello Edizioni, Foggia, 2016.
- Domenico Carella, “Foggia 100, la categoria...un dettaglio”, Edizioni Fogliodivia, Foggia, 2020.
- Domenico Carella, “ZEMANLANDIA, quando il Foggia insegnò al mondo a giocare a calcio”, Sinkronia Edizioni, Foggia 2022

### Videografia
- Paolo Ziliani, La tribù del calcio: Il Foggia delle meraviglie, Premium Calcio, 17 settembre 2010,  a 17 min 06 s.
- Documentario Zemanlandia, Giuseppe Sansonna, 2009
- Documentario Foggia 100, la categoria... un dettaglio, Domenico Carella, 2020